# Steenvoorde
Steenvoorde [stɛ̃vɔʁd] est une commune française située dans le département du Nord, en région Hauts-de-France. Le village est au centre de l'Houtland, dans le Westhoek français.

## Géographie

### Situation

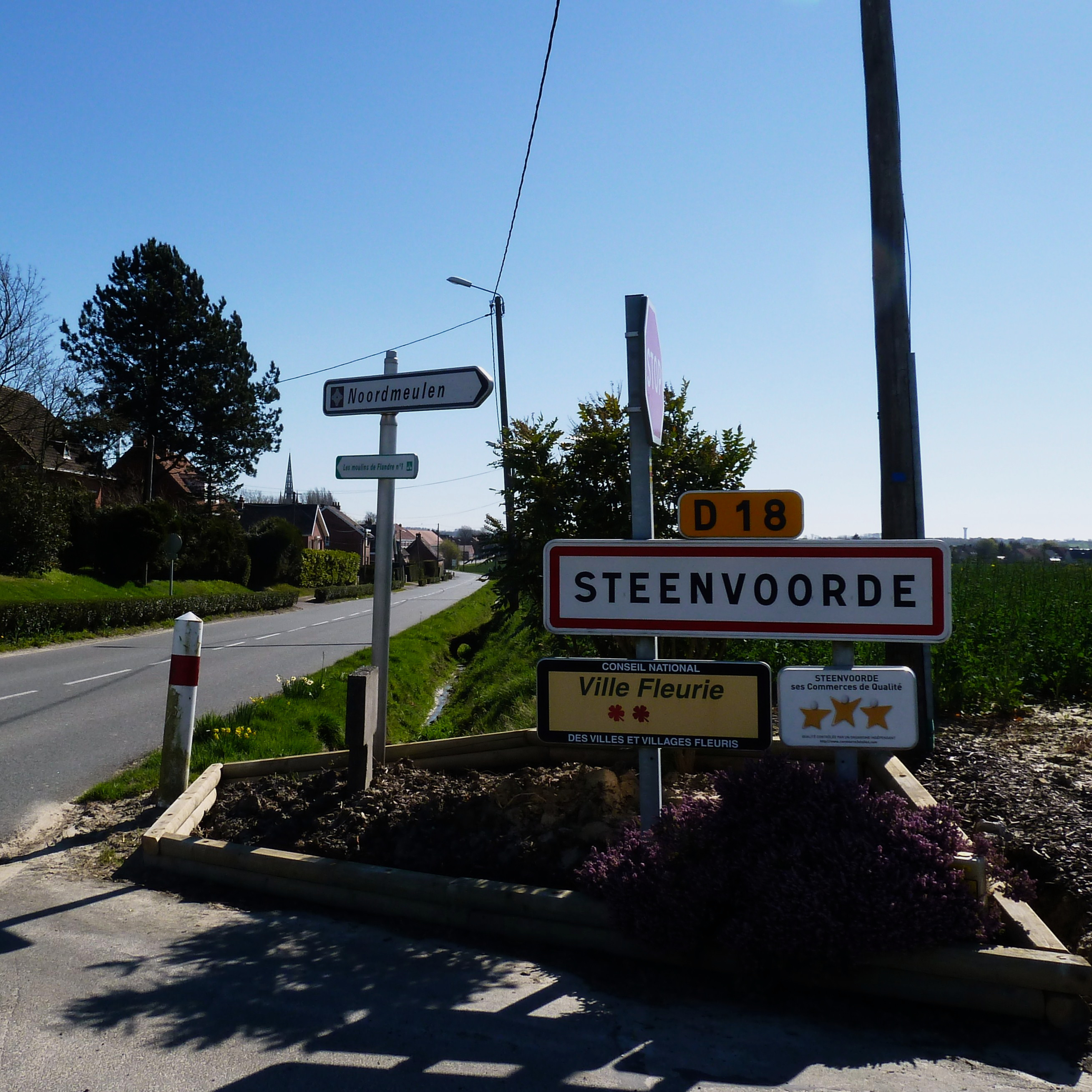
Limite de la ville sur la route départementale D 18.

La ville est située en Flandre française, dans l'Houtland (Pays au bois), à 10 km au nord d'Hazebrouck, 29 km au sud de Dunkerque, 32 km au nord de Béthune et 38 km au nord-ouest de Lille à vol d'oiseau.
L'extrémité est de cette commune nordiste se trouve sur la frontière entre la Belgique et la France. Steenvoorde est ainsi située à seulement 12 km de Poperinge, 22 km d'Ypres et 125 km de Bruxelles.
La ville est située au cœur des Monts des Flandres.

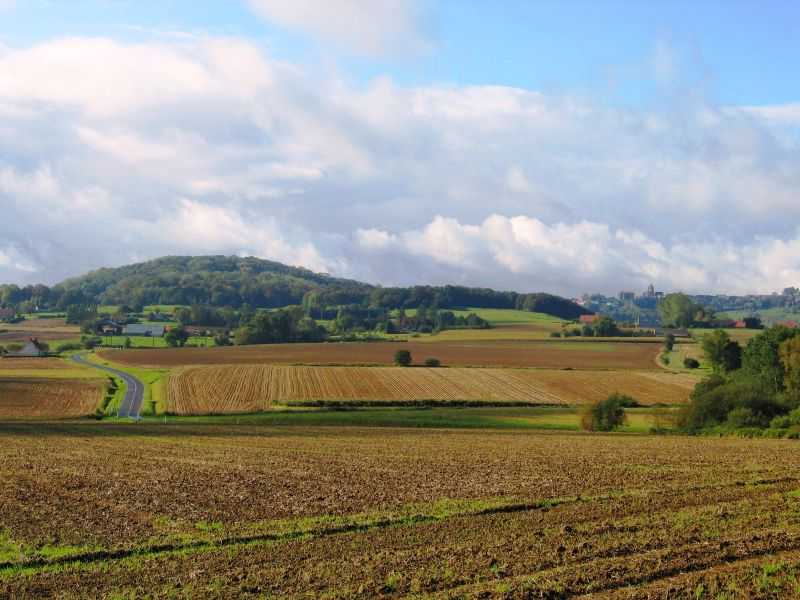
Vue du mont des Récollets depuis Steenvoorde, avec, à droite, Cassel.
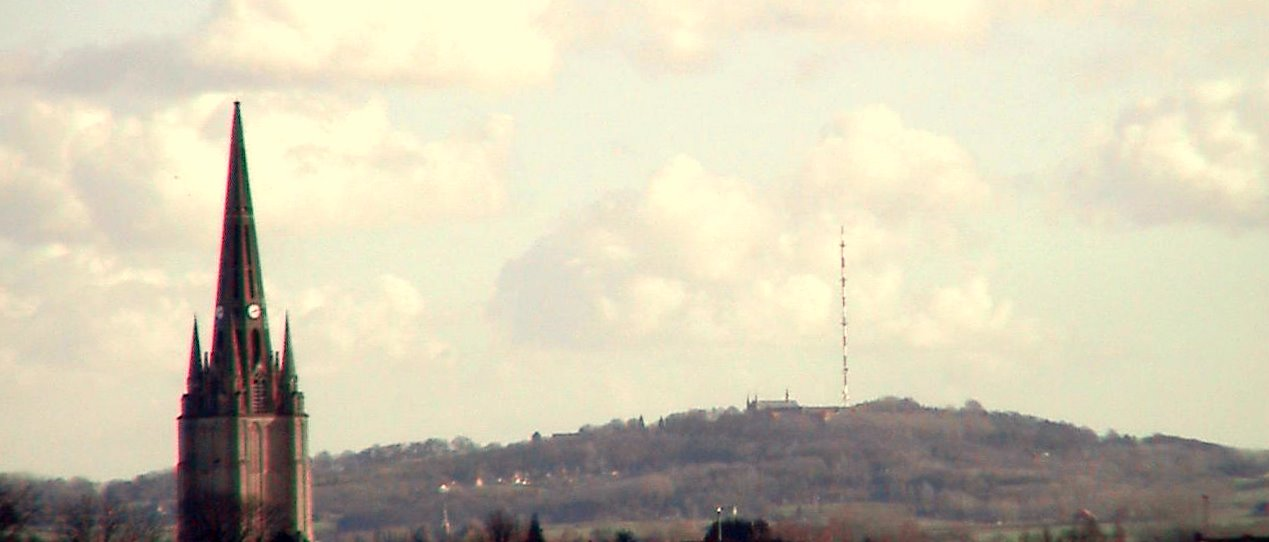
Vue du mont des Cats depuis Steenvoorde.

### Hameaux et lieux-dits
- Les hameaux : Callicanes, le Saint-Laurent, le Ryveld.
- Les lieux-dits : les Ciseaux, la Haute Roome, la Queue de Vache, le Saint-Éloi, la Warande.

### Hydrographie

#### Réseau hydrographique
La commune est située dans le bassin Artois-Picardie. Elle est drainée par l'Ey Becque, la Haende Becque, la Becque de watou, la dode-stappenbeek, la hazewinde Becque, la moè Becque, la Queue de Vache, la Rommel Becque, la Terdeghem, la Watou France et un autre petit cours d'eau,.
L'Ey Becque, d'une longueur de 19 km, prend sa source dans la commune de Saint-Sylvestre-Cappel et se jette  dans l'Yser en limite d'Houtkerque et de la frontière belge, après avoir traversé cinq communes. Les caractéristiques hydrologiques de l'Ey Becque sont données par la station hydrologique située sur la commune. Le débit moyen mensuel est de 0,277 m3/s. Le débit moyen journalier maximum est de 6,170 6 novembre 20 238,9 m3/s, atteint le même jour.
La Haende Becque, d'une longueur de 12 km, prend sa source dans la commune  et se jette  dans l'Yser à Bambecque, après avoir traversé cinq communes.

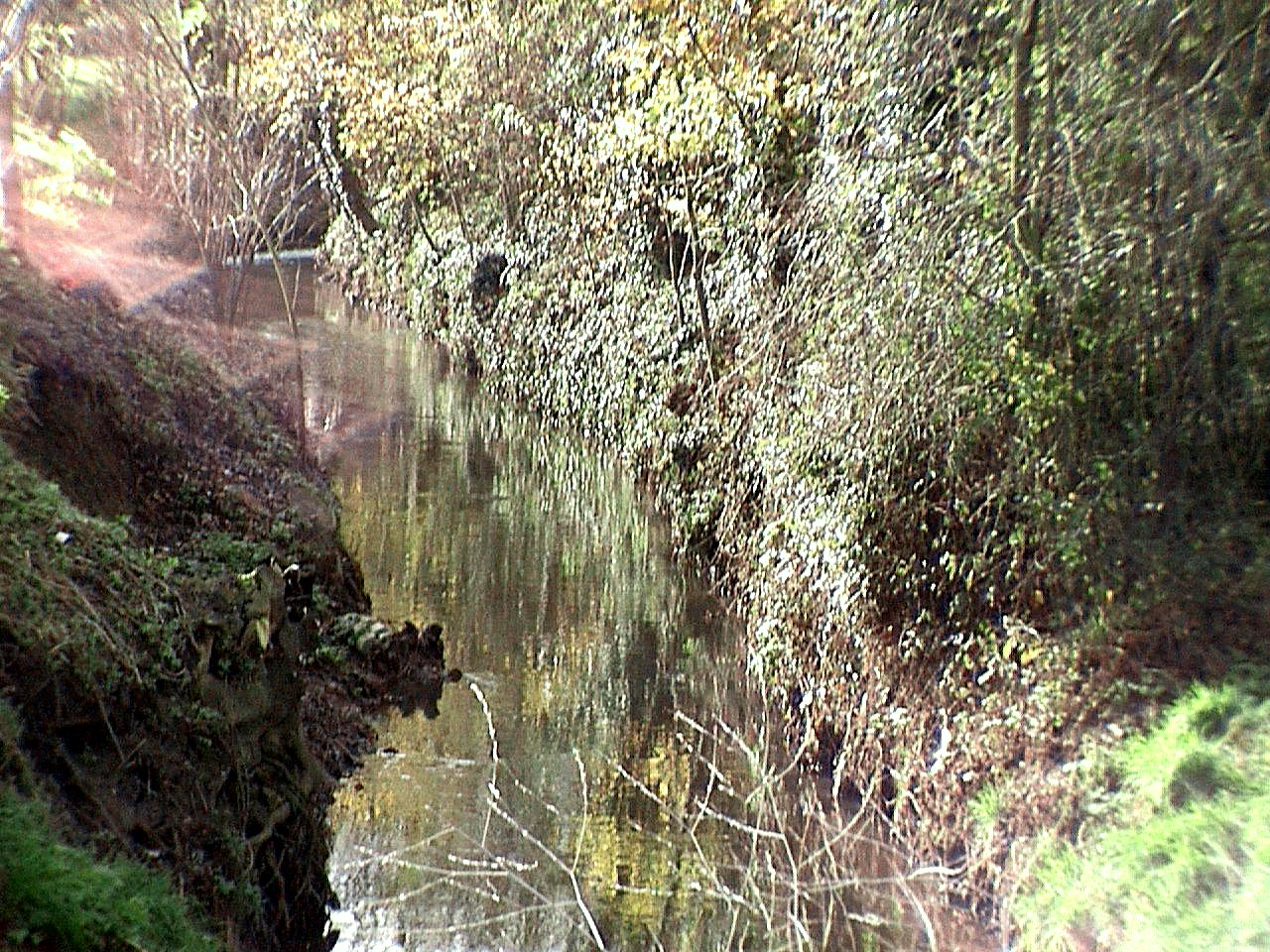
Le ruisseau de la bruyère, rue de Watou.
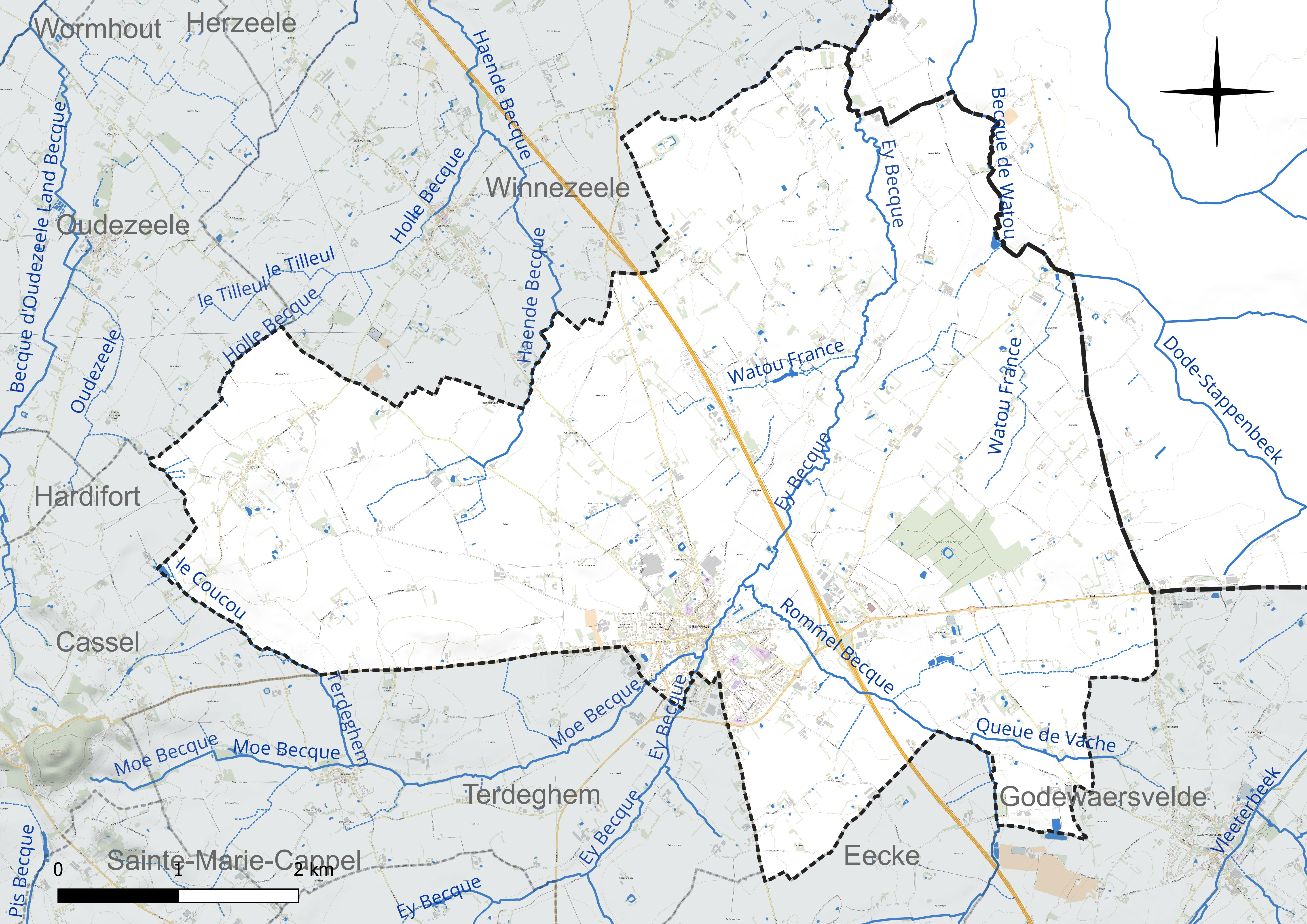
Réseau hydrographique de Steenvoorde.

#### Gestion et qualité des eaux
Le territoire communal est couvert par le schéma d'aménagement et de gestion des eaux (SAGE) « Yser ». Ce document de planification concerne un territoire de 381 km2 de superficie, délimité par le bassin versant de l'Yser en France. Le périmètre a été arrêté le 8 novembre 2005 et le SAGE proprement dit a été approuvé le 30 novembre 2016. La structure porteuse de l'élaboration et de la mise en œuvre est l'Union syndicale d'aménagement hydraulique du Nord (USAN).
La qualité des cours d'eau peut être consultée sur un site dédié géré par les agences de l'eau et l'Agence française pour la biodiversité.

### Climat
Pour des articles plus généraux, voir Climat des Hauts-de-France et Climat du Nord.
En 2010, le climat de la commune est de type climat océanique dégradé des plaines du Centre et du Nord, selon une étude du CNRS s'appuyant sur une série de données couvrant la période 1971-2000. En 2020, Météo-France publie une typologie des climats de la France métropolitaine dans laquelle la commune est exposée à un climat océanique et est dans la région climatique Côtes de la Manche orientale, caractérisée par un faible ensoleillement (1 550 h/an) ; forte humidité de l'air (plus de 20 h/jour avec humidité relative > 80 % en hiver), vents forts fréquents.
Pour la période 1971-2000, la température annuelle moyenne est de 10,4 °C, avec une amplitude thermique annuelle de 14 °C. Le cumul annuel moyen de précipitations est de 731 mm, avec 12,9 jours de précipitations en janvier et 8,5 jours en juillet. Pour la période 1991-2020, la température moyenne annuelle observée sur la station météorologique installée sur la commune est de 11,2 °C et le cumul annuel moyen de précipitations est de 727,8 mm,. Pour l'avenir, les paramètres climatiques de la commune estimés pour 2050 selon différents scénarios d'émission de gaz à effet de serre sont consultables sur un site dédié publié par Météo-France en novembre 2022.
| Mois                                  | jan.           | fév.           | mars          | avril         | mai           | juin          | jui.          | août          | sep.          | oct.          | nov.          | déc.          | année      |
| ------------------------------------- | -------------- | -------------- | ------------- | ------------- | ------------- | ------------- | ------------- | ------------- | ------------- | ------------- | ------------- | ------------- | ---------- |
| Température minimale moyenne (°C)     | 2,2            | 2              | 3,5           | 5,7           | 8,8           | 11,6          | 13,5          | 13,5          | 11,6          | 9,2           | 5,5           | 2,9           | 7,5        |
| Température moyenne (°C)              | 4,5            | 4,7            | 7             | 10,4          | 13,3          | 16,2          | 18,5          | 18,2          | 16            | 12,5          | 8,1           | 5,2           | 11,2       |
| Température maximale moyenne (°C)     | 6,8            | 7,3            | 10,5          | 15            | 17,8          | 20,8          | 23,5          | 22,9          | 20,4          | 15,7          | 10,6          | 7,5           | 14,9       |
| Record de froid (°C) date du record   | −10,9 16.01.13 | −13,4 04.02.12 | −6,8 04.03.05 | −2,6 07.04.13 | 1 01.05.21    | 4,9 01.06.06  | 7,4 31.07.15  | 7,8 29.08.07  | 3,2 30.09.18  | −0,1 23.10.07 | −4,4 29.11.10 | −9,6 03.12.10 | −13,4 2012 |
| Record de chaleur (°C) date du record | 15,3 01.01.22  | 18,3 24.02.21  | 24,1 31.03.21 | 26,3 19.04.18 | 31,8 27.05.05 | 33,5 27.06.11 | 40,8 25.07.19 | 34,9 07.08.18 | 34,2 09.09.23 | 28,8 01.10.11 | 19,9 07.11.15 | 16,2 31.12.22 | 40,8 2019  |
| Précipitations (mm)                   | 51             | 54             | 49            | 32,6          | 51            | 52,5          | 67,8          | 81,6          | 55            | 70            | 86,5          | 76,8          | 727,8      |

### Voies de communication et transports
L'autoroute A25, entre Lille et Dunkerque, traverse la ville et la dessert par le biais de la sortie no 13. Plusieurs routes départementales desservent la ville, dont la D 947 entre Bray-Dunes (commune la plus septentrionale de France) et Lens, et la D 948 entre Cassel et Ypres.
Bien qu'ayant abrité une gare et son célèbre petit train des Flandres de 1891 à 1957 (En 1895, avant le développement de l'automobile, et à l'époque des petits trains dans les campagnes, une voie ferrée relie Rexpoëde à Hazebrouck, via Bambecque, Herzeele, Winnezeele, Steenvoorde, Terdeghem, Saint-Sylvestre-Cappel, Hondeghem, Weke-Meulen. Le trajet dure 1 h 35, trois trains circulent par jour dans les deux sens. De Rexpoëde, une autre ligne mène à Bergues.) aujourd'hui, les gares ferroviaires les plus proches de Steenvoorde sont :
- Poperinge, première gare belge de la ligne 69[24] (SNCB) reliant les villes d'Ypres et Courtrai.
- Hazebrouck avec de nombreuses liaisons quotidiennes en TER vers Arras, Dunkerque, Lille et Paris, entre autres par le TGV nord-européen.

La commune est desservie par quatre lignes d'autobus du réseau Arc-en-ciel :
- Steenvoorde, Dunkerque, Coudekerque-Branche  < Ligne 101  >  Coudekerque-Branche, Dunkerque, Steenvoorde
- Hazebrouck, Steenvoorde, Houtkerque   < Ligne 201  >   Houtkerque, Steenvoorde, Hazebrouck
- Hazebrouck, Boeschepe  < Ligne 206  >  Boeschepe, Hazebrouck
- Winnezeele, Armentières    < Ligne 208  >   Armentières, Winnezeele

Les aéroports les plus proches sont ceux de Merville (19 km), Lesquin (44,3 km) et Marck (46,6 km).

## Urbanisme

### Typologie
Au 1er janvier 2024, Steenvoorde est catégorisée bourg rural, selon la nouvelle grille communale de densité à sept niveaux définie par l'Insee en 2022.
Elle appartient à l'unité urbaine de Steenvoorde, une unité urbaine monocommunale constituant une ville isolée,. Par ailleurs la commune fait partie de l'aire d'attraction de Steenvoorde, dont elle est la commune-centre,. Cette aire, qui regroupe 1 communes, est catégorisée dans les aires de moins de 50 000 habitants,.

### Occupation des sols
L'occupation des sols de la commune, telle qu'elle ressort de la base de données européenne d'occupation biophysique des sols Corine Land Cover (CLC), est marquée par l'importance des territoires agricoles (91,4 % en 2018), en diminution par rapport à 1990 (93,7 %). La répartition détaillée en 2018 est la suivante : 
terres arables (90,6 %), zones urbanisées (5,2 %), zones industrielles ou commerciales et réseaux de communication (1,8 %), forêts (1,6 %), zones agricoles hétérogènes (0,8 %). L'évolution de l'occupation des sols de la commune et de ses infrastructures peut être observée sur les différentes représentations cartographiques du territoire : la carte de Cassini (XVIIIe siècle), la carte d'état-major (1820-1866) et les cartes ou photos aériennes de l'IGN pour la période actuelle (1950 à aujourd'hui).

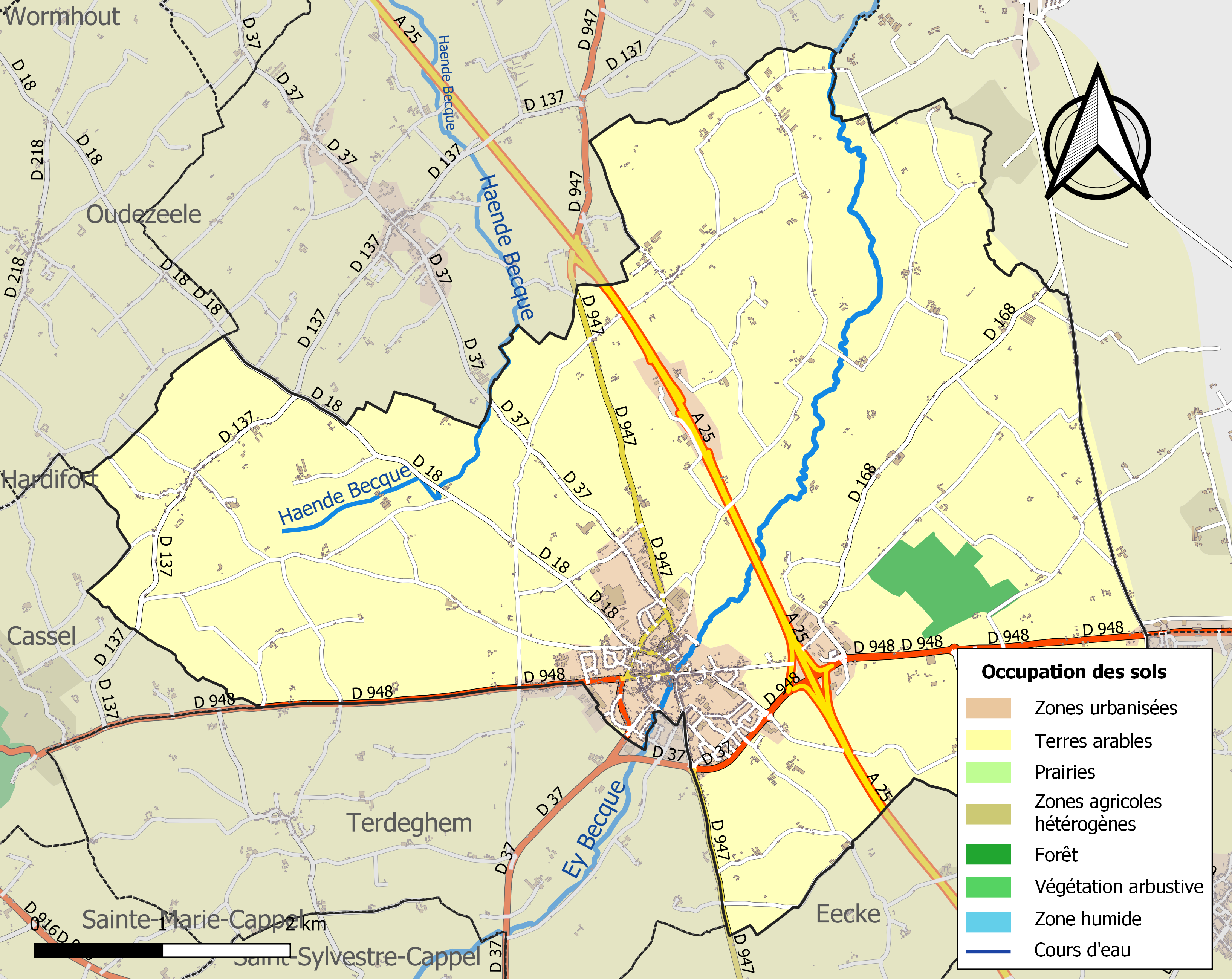
Carte des infrastructures et de l'occupation des sols de la commune en 2018 (CLC).

## Toponymie
Attestée sous les formes Stainfort, Steinforth en 1115, Stenfort  en 1121, Steemsfords, Steenwort, Steenwoorde, Estamfort, Estainfort en 1251.
Steenvoorde vient du néerlandais steen qui signifie « pierre » et voorde qui veut dire le « gué ». Apparu en 1093, ce nom rappelle qu'à cet endroit, déjà lieu de passage, un embranchement conduisant de Cassel à la mer dans la région de l'actuelle Zuydcoote, rejoignait la voie romaine qui reliait Boulogne-sur-Mer, Thérouanne, Cassel, Wervicq, puis Bavay, Reims ou Cologne, traversant la rivière Ey Becque par un gué empierré. Le nom est identique en flamand comme en français. C'est un homonyme de Steinfurt et aussi de Stamford.

## Histoire

### Moyen Âge

Le blason de la vierschaere royale de Steenvoorde : « Sur fond d'or, un Lion de sable lampassé et armé de gueules ».
Comté de Flandre.

Le village était réputé pour la confection d'une variété de drap appelé esteinfort.
Du point de vue religieux, la commune était située dans le diocèse de Thérouanne puis dans le diocèse d'Ypres, doyenné de Cassel.
XIIe siècle
Les premiers maîtres du village : 
- 1105 : Est signalé comme premier seigneur Frumold de Steinfort[35].
- 1123 : Une charte fait mention de Widon de Steinfort.
- 1126 : Guy le Châtelain de Cassel puis Guido et Eustache de Steinfort[35].
- 1141 : Eustache se distingua sous la bannière de Thierry d'Alsace; Guido participa à l'assassinat de Charles le Bon.

XIIIe siècle
1213 : Philippe-Auguste prend Steenvoorde, Cassel, Hazebrouck, Ypres, Bruges, Audenarde, Cambrai, Douai, Tournai et assiège Gand.
1214 : Le prince Louis s'empare de Steenvoorde.
1234 : La peste décime le village.
1244 : Gilbert de Bergues et ses successeurs président aux destinées du village. Jean de Bergues décède sans postérité et laisse Steenvoorde à sa sœur Anne, épouse de Jean de Licques.
XIVe siècle
1328 : Bataille de Cassel, Steenvoorde perd 45 hommes.
1346 : Steenvoorde est pillé par les soldats français de la garnison de Saint-Omer.
XVe siècle
1404 : Mathieu de Licques fonde le couvent et hôpital de Notre-Dame-des-Sep-Fontaines.

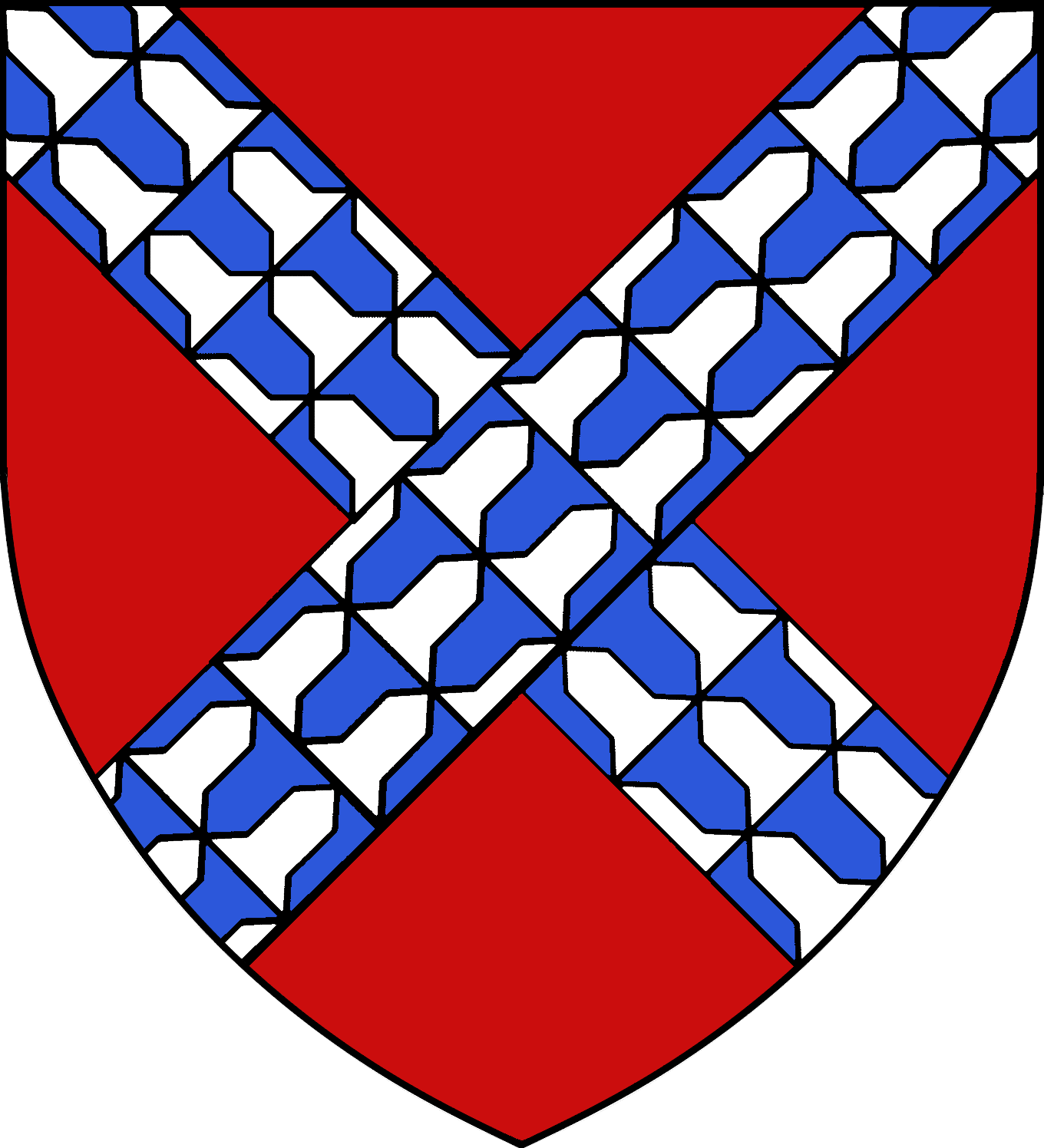
Arme de la branche cadette de la famille de Bailleul seigneur de Eecke et Steenvoorde.

1434 : La ville passe, par voie d'alliance, aux de Wazières.
1456 : Par voie d'acquisition, la ville passe aux de Briarde.

1470 : Jean de Briarde vend la seigneurie avec la franchise du marché à Antoine Hanneron, prévôt de l'église Saint-Donat à Bruges. Celui-ci en fait don à sa nièce Gillette Hanneron, épouse de Simon de la Bricque. Georges de la Bricque, issu de leur union, leur succède. À sa mort, celui-ci laisse un fils mineur, Jean, qu'il avait eu de Jeanne Picavet. Jean de la Bricque eut quatre enfants, un fils Guillaume, et trois filles, Jeanne, Philippote et Barbelle, de sa femme Guillemette de Nyvelles (Nivelles?). Guillaume de la Bricque, seigneur de Malenbourg dans la châtellenie de Bourbourg en 1528, meurt sans postérité. Stenwoorde échoit alors à sa sœur Jeanne, épouse de Ferry d'Averé (ou Haverreht). Le fils et successeur de ces derniers, Jean d'Averé meurt sans postérité. L'héritière par droit féodal est Philippote de la Bricque, sa tante, épouse de Pierre de Bailleul, seigneur d'Eecke. Hector de Bailleul, fils aîné de Pierre et Philippote de la Bricque, devient seigneur après eux. Il a eu plusieurs enfants.

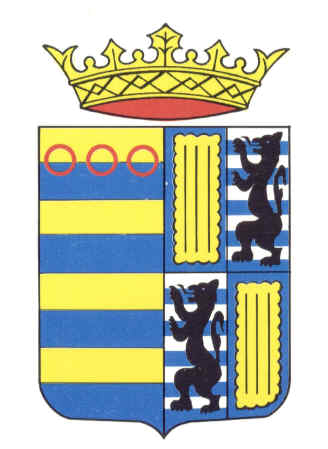
Les armoiries sont celles d'Eustache-Pantaléon de la Viefville, seigneur de Steenvoorde, Hoflande, Pamele, Ochtefeele, Appes, Heutrem, Semerval, Villiers-Sire-Simon, en 1614 (à gauche) et de dame Claudine de Mérode de Frentzen et Morialmé, son épouse (à droite), chanoinesse de Mons, fille de Philippe, Baron de Mérode et du Saint-Empire, Comte de Middelbour, Vicomte d'Ypres…,

### Époque moderne
1518 : création de la chambre de rhétorique qui avait pour devise Ontsluyter van vreugde (« Dispenseurs de plaisirs »).
1528 : Philippote, veuve de Pierre de Bailleul, seigneur d'Eecke et de Steenvoorde, détient entre autres une seigneurie dite de Peenhof sur Craywick  dans la châtellenie de Bourbourg. Philippote est la fille de Jean de la Bricque, seigneur de Steenvoorde et de Guillemette de Nyvelles. Son frère Guillaume hérite en 1528 la seigneurie de Malambourg  (également dans la châtellenie) de Jean Nyvelles prêtre. Il meurt sans héritier et ses biens passent à Philippote, sa sœur. En 1572, Hector de Bailleul, fils de Philippote, seigneur d'Eecke et Steenvoorde, hérite de la seigneurie de Peenhof. À sa mort lui succède en 1586 Antoine de Bailleul, fils d'Hector de Bailleul et de Catherine de Claerhodt, et frère de Jehan de Bailleul, seigneur de Steenvoorde, et Jacques de Bailleul, seigneur d'Eecke. Le fief passera ensuite à un Gédéon Adournes, écuyer, fils de Françoise de Bailleul (elle-même fille de Pierre de Bailleul), veuve de Jéronime Adournes, seigneur de Nieuwenhove, Nieuwliet, chevalier, et reste dans cette famille jusqu'à la moitié du siècle.
1553 : Le village est détruit par Charles Quint.
1566 : Le 10 août la chapelle du  Saint-Laurent est mis à sac par les gueux, sous la conduite du prédicant Jacques de Buyser. C'est le début de la crise iconoclaste qui va se répandre telle une traînée de poudre à travers l'ensemble des Pays-Bas du Sud.
15 août, les vitraux, tableaux et statuts de l'église du village sont détruits par les gueux des bois.
1593 : L'aîné et hoir féodal, Jacques de Bailleul, avec consentement de ses frères et sœur, vend la seigneurie de Steenvoorde à Eustache de la Viefville. Barbe de Bailleul, la fille de Jacques de Bailleul, est en 1600 abbesse de l'abbaye de Bourbourg. Entrée dans cette nouvelle famille, elle y reste jusqu'en 1789. Eustache Pantaléon de la Viefville, fils aîné d'Eustache lui succède : c'est lui qui fait restaurer à grands frais le château seigneurial du bourg.
XVIIe siècle
1621 : Le 3 août mariage d'Eustache Pantaléon de la Viefville et Claudine de Merode (maison de Merode) en l'église de la Chapelle de Bruxelles.

1630 : L'épidémie de peste dite du Westhoek se propage dans la région.

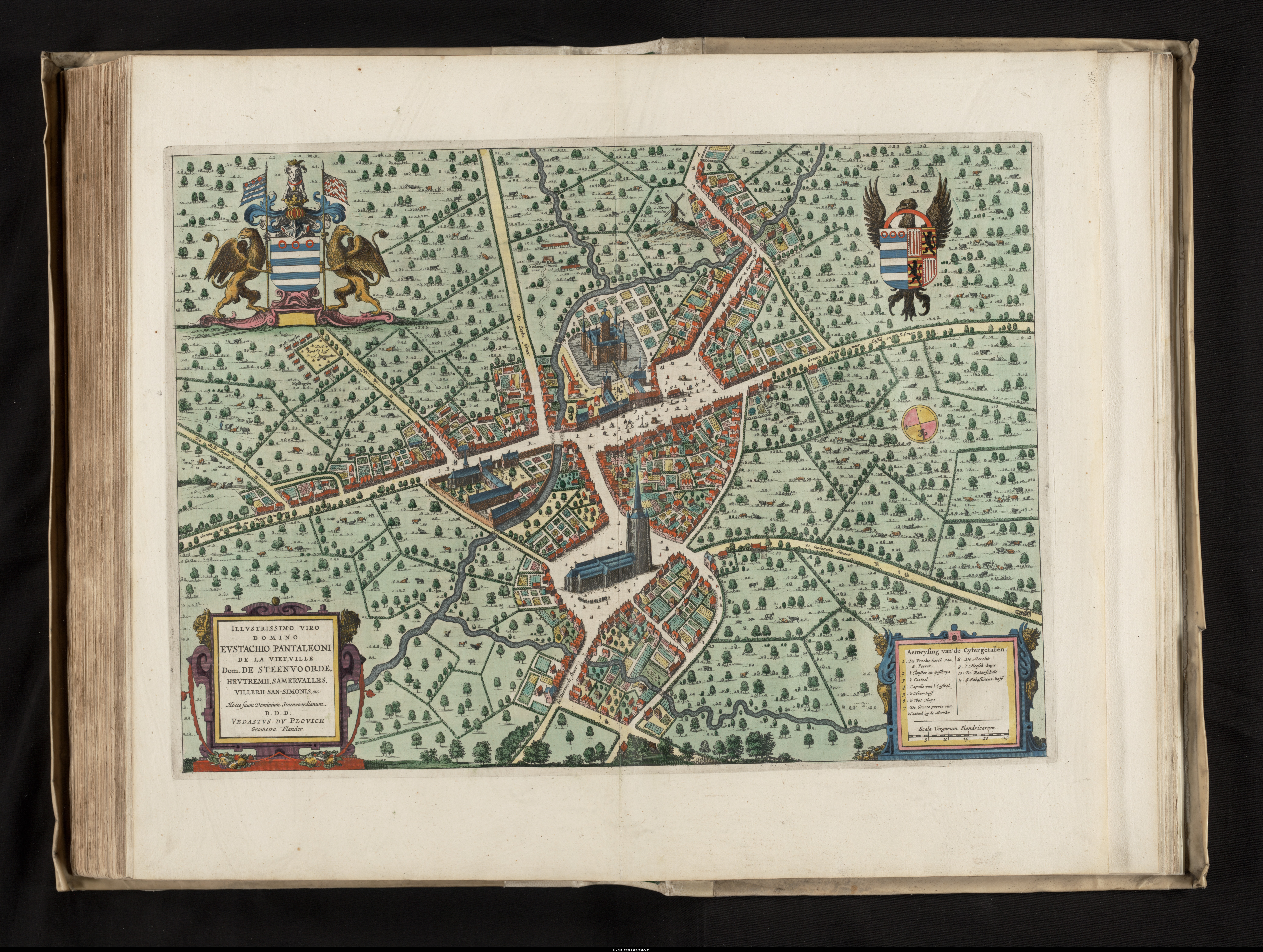
Steenvoorde au XVIIe siècle (par Antonius Sanderus dans Flandria Illustrata - 1641)

1645 : 6 000 Espagnols occupent Steenvoorde et Cassel.
1677 : Bataille de Cassel aussi appelée bataille de la Peene à Noordpeene.
1678 : Signature du traité de Nimègue. La ville devient française.
XVIIIe siècle
1711 : La seigneurie de Steenvoorde est érigée en marquisat par Louis XIV par lettres patentes en faveur du baron François Joseph Germain de la Viefville, alors capitaine des gardes wallonnes en Espagne, avec union des terres d'Oudenhove et d'Ochtezeele. L'élévation a lieu sous le nom de marquisat de La Viefville, avec établissement d'une foire. Le marquisat de La Viefville sera tenu en un seul fief du château de Cassel. À l'occasion de la création du marquisat, est dressé un historique rapide de la famille : en 1023, Jean de La Viefville gentilhomme du roi Robert, (Robert II le Pieux), gagna dans un tournoi que le roi fit faire à Montmartre les trois annelets que la maison de La Viefville a depuis portés et porte encore dans ses armes, pour marque d'honneur ; la terre de La Viefville (sur Sarcus?) a été érigée en comté par le roi Philippe Auguste ; Pierre de La Viefville, vicomte d'Aire a été choisi par le duc de Bourgogne Jean Ier de Bourgogne pour être le gouverneur du bon duc Philippe (Philippe le Bon) son fils; Jeanne héritière de la maison de La Viefville a épousé Antoine de Bourgogne ; elle était la dernière de la maison de La Viefville. Philippe de La Viefville, dont descend la branche du suppliant, était en 1460 chambellan du duc de Bourgogne, (Charles le Téméraire), gouverneur de l'Artois, chevalier de la Toison d'Or, et avait épousé Isabelle de Bourgogne, de Brabant etc..
1750 : Le filage et la confection de dentelle occupent des centaines de personnes dans la région de Cassel, Steenvoorde, Hazebrouck. Sous le règne de Louis XVI, le coton et les « mécaniques » font leur apparition et rivalisent avec le rouet et le métier à tisser traditionnel.
1751 : Maure Desain de Steenvoorde devient l'avant dernier abbé de l'abbaye Saint-Winoc de Bergues.
1763 : Mariage du baron Louis-Auguste de la Viefville avec Marie Antoinette Eugénie de Béthune. Louis Auguste reçoit en 1768, de son père François Joseph Germain, marquis de la Viefville, le fief dit de la seigneurie et vierschaere de Merckeghem.
1774 : Louis XVI supprime le tribunal royal (vierschaere) qui siégeait dans les locaux de la Noble Cour de Cassel. La vierschaere avait neuf échevins : trois pour Steenvoorde, à raison d'un échevin par section, Bynckouck ou Rievelthouck, Eckebeekehouck, et Haringhouck ; deux pour Godewaersvelde ; deux pour Boeschèpe ; un pour l'extension Eecke - Hillewaels-Cappel ; enfin, un pour Winnezeele.
1779 : Traité des limites : 680 hectares du village belge de Watou sont rattachés à Steenvoorde.

### Révolution française
1791 : Steenvoorde possède un Club des amis du bien public (inspiré du Club des Jacobins de Paris). Mais à côté de cela, l'ancien prêtre de la paroisse, qui a refusé la constitution civile du clergé et fait donc partie du clergé réfractaire, lit puis affiche dans son église en février 1791, un texte de l'évêque d'Ypres, lequel se prononce contre la volonté du pouvoir révolutionnaire de contrôler la religion. Puis il interdit aux fidèles de reconnaitre tout autre évêque que celui d'Ypres, sous peine de damnation éternelle.
1793 : Les troupes du chef de brigade Osten cantonnent dans le village.
- En septembre, 10 000 hommes de l'armée républicaine sont logés dans le village afin de lever le siège de Dunkerque soutenu par Frederick, duc d'York et Albany[52].
- Rectification de la frontière avec Watou[53].

1794 : Le marquis Louis-Auguste de la Viefville, dernier maître de Steenvoorde, à cause d'un perroquet qui criait « Vive le Roi » est guillotiné le 4 floréal de l'an II (23 avril 1794) à Arras, à 71 ans, en même temps que sa fille Isabelle Claire Françoise Eugénie et sa servante Marguerite Farcinaux (voir Terreur dans le Nord-Pas-de-Calais).

### Époque contemporaine

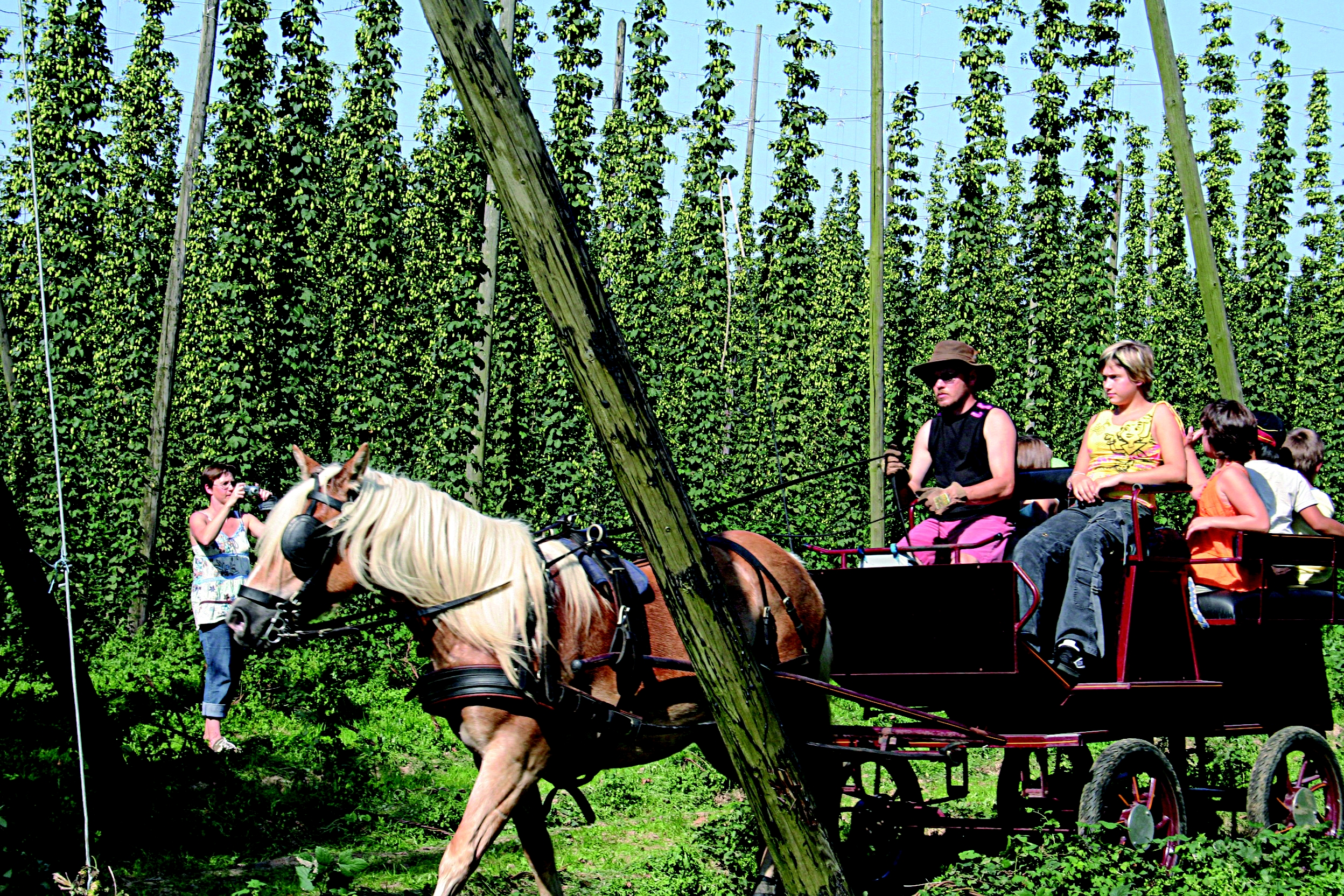
Houblonnière en fête.

Après la Révolution française, sous le Premier Empire, se tiennent chaque année à Steenvoorde des foires de seconde classe, héritée de l'époque antérieure à la Révolution, pour marchandises et bestiaux ; en 1802-1803, elles ont eu lieu les 12 vendémiaire (4 octobre 1802), 12 brumaire (3 novembre) et 12 floréal (2 mai 1803). S'ajoutent à cela deux francs marchés (marché où les ventes sont dispensées de taxes) aux bestiaux en vendémiaire, brumaire, floréal et un tous les autres mois. Enfin se tient chaque décade (période de dix jours du calendrier républicain) un marché pour grains, petits animaux et légumes.
1806 : Sous le majorat de Pierre-Auguste Beck le Village se dote d'une musique de la Garde Nationale.
1808 : on trouve à Steenvoorde un dépôt de sûreté, où on enferme les petits délinquants avant leur transfert en maison d'arrêt à Dunkerque ou à Hazebrouck.
1811 : Fondation de la Société de tir à l'arc la « Saint-Sébastien »
1860 : 6 juillet, un décret signé par Napoléon III installe une caisse d'épargne dans la commune.
1890 : Construction de la flèche de 40 mètres sur la tour de l'église édifiée au début du XVIe siècle.
1892 : Le comice agricole annule le concours départemental de races bovines. La fièvre aphteuse touche l'ensemble des élevages de la région.

1895 : avant le développement de l'automobile, et à l'époque des petits trains dans les campagnes, une voie ferrée relie Hondschoote à Hazebrouck, via Rexpoëde, Bambecque, Herzeele, Winnezeele, Steenvoorde, Terdeghem, Saint-Sylvestre-Cappel, Hondeghem, Weke-Meulen. Le trajet dure 1 h 35, trois trains circulent par jour dans les deux sens. De Rexpoëde, une autre ligne mène à Bergues.

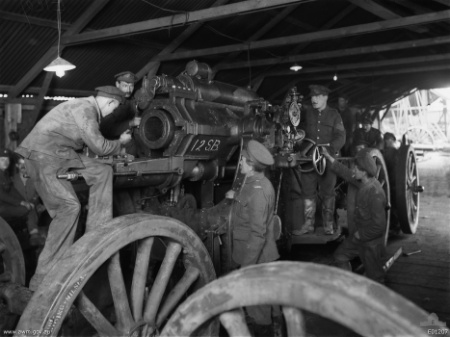
Révision d'un obusier de 9,2 pouces à Steenvoorde en octobre 1917.

#### XXesiècle
1910 : Création de la laiterie (Les fermiers réunis des Flandres) par Rémy Goetgheluck

##### Première Guerre mondiale
- 1914 : Octobre : Bataille des Flandres
- À partir de décembre 1914, Steenvoorde devient le siège d'un commandement d'étapes, c'est-à-dire un élément de l'armée organisant le stationnement de troupes, comprenant souvent des chevaux, pendant un temps plus ou moins long, sur les communes dépendant du commandement, en arrière du front. Cela ne concerne d'abord que Steenvoorde, qui compte parmi les installations un hôpital pour les contagieux, puis Oost-Cappel, Hondschoote, Abeele, Caestre, Godewaersvelde, Winnezeele, Hardifort, Ypres, Boeschepe, Proven, Poperinge. Le 26 janvier 1915, le commandement d'étapes est transféré à Rexpoëde[60]. De ce fait, les troupes stationnant jusque là sur Steenvoorde se sont installées à Rexpoëde.
- Parmi les malades de l'hôpital pour les soldats contagieux, sont cités le 7 décembre 1914 : 7 galeux, 3 rougeoleux, 2 cas d'oreillons, 1 diphtérique. Pour le transport de ces malades venant des environs jusqu'à Ypres, Gravelines, le responsable du commandement d'étapes réquisitionne des ambulances anglaises[61]. À d'autres dates, il est question de méningite cérébro-spinale, d'érysipèle, d'angine, de  scarlatine. Lors du décès d'un malade à l'hôpital, l'inhumation a lieu à Steenvoorde, ainsi le 14 décembre 1914 (le soldat Delmare Mohamed Sidi Brahim du 7e régiment de tirailleurs algériens, mort le 13 décembre, enterré le lendemain)[62]. Le 26 décembre 1914, pour un autre soldat du 3e tirailleurs algériens, il est précisé que les obsèques seront célébrées selon le rite musulman[63].
- Le 10 décembre 1914, sont interceptés à Steenvoorde une femme et un homme, belges, se disant marchands mais circulant sans laissez-passer. Ces personnes sont considérées comme suspectes du point de vue des mouvements de l'armée et ont été conduites sur Boulogne-sur-Mer[64].
- Les hommes manquants à l'appel pendant plusieurs jours sont considérés comme déserteurs et font l'objet d'une plainte au Conseil de guerre, même s'ils finissent par rentrer plus tard. Un soldat a égaré ses vivres de réserve et 8 paquets de cartouches. À l'annonce d'une peine de prison, il s'est déclaré malade mais le médecin n'a rien détecté. Condamné à 8 jours de prison par le capitaine, le chef de bataillon renforce la peine de 15 jours supplémentaires[65]. Autres motifs de punition : un caporal a reçu l'ordre de son capitaine de renvoyer sa femme le 11 décembre, le 14 décembre, l'ordre n'est pas exécuté : 4 jours de prison[66], quelques jours de « consigne » pour avoir manqué un rassemblement, s'être soustrait  d'une corvée commandée[67].
- Le 27 décembre 1914, le responsable du commandement d'étapes déclare avoir reçu plusieurs plaintes d'agriculteurs du canton de Steenvoorde au sujet de soldats anglais qui enlèvent de la paille, du foin, de l'avoine en gerbes sans payer et sans donner de bons de réquisition. En partant , les soldats ne donnent pas le nom de leur corps mais disent qu'un officier passera pour régler, ce qui n'a pas eu lieu jusqu'à présent[68].
- Le 13 janvier 1915, le responsable du commandement d'étapes, demande à ses supérieurs de réquisitionner cinq tonnes d'anthracite devant arriver prochainement à Dunkerque. Ce charbon est nécessaire pour actionner le gazogène de l'usine élévatoire des eaux qui alimente la population civile et militaire de Steenvoorde. La commune s'engage à payer cet anthracite[69].
- Le 26 janvier 1915, a eu lieu le transfert du commandement d'étapes sur Rexpoëde. Toutes les troupes ont rejoint ce village. Deux wagons de farine ont été dirigés sur Hondschoote, un wagon de farine et trois wagons de pain de guerre, ainsi que quelques fusils ont été expédiés sur Dunkerque[69]. L'hôpital temporaire pour les contagieux est resté à Steenvoorde.
- 1917 : 19 mars, la commune est bombardée par l'artillerie allemande
- 1917 : 27 mars, un ballon sonde allemand est retrouvé sur la commune, près de la route[70].
- 1918 : 17 avril, la 34e division d'infanterie y stationne.
  - En mai : stationnement de la 71e division d'infanterie.

##### Depuis 1919
1922 : Création du syndicat d'électrification de Steenvoorde, Méteren, Caëstre.
Entre les deux guerres mondiales, on construit sur la commune des blockhaus intégrés à une suite continue de constructions défensives allant de Bray-Dunes à Bailleul : voir secteur fortifié des Flandres, partie intégrante de la ligne Maginot.
1964 : Fermeture de la dernière fabrique de chaussures du village (établissement Leconte & Lahaye, ruelle de la Mandelette).
1965 : Le syndicat des planteurs de houblon de Flandre proclame Steenvoorde comme capitale du houblon.
1966 : Pour les fêtes de fin d'année, illumination de l'église par 21 projecteurs.
1968 : 28 octobre, Valéry Giscard d'Estaing, alors ministre des Finances, inaugure la maison des jeunes.
1969 : 6 mai, inauguration par la municipalité du central de téléphone automatique.
1971 : Construction du collège Antoine-de-Saint-Exupéry.
1973 : Construction de la station d'épuration des eaux usées.
- 26 novembre : Michel Poniatowski, ministre de la santé publique, inaugure la résidence des Sept-Fontaines.

1975 : 5 octobre, Aymone Giscard d'Estaing inaugure les floralies internationales.
1979 : Le 1er jour du timbre « Moulin de Steenvoorde » a eu lieu le 12 mai 1979 en présence de Norbert Ségard et d'Eugène Lacaque.
1995 : Destruction de la dernière brasserie-malterie, fondée en 1883 par Louis Auguste François Dufour, ancien maire de Steenvoorde.
- 28 avril : Jean-Pierre Fourcade, inaugure le centre social place Jean-Marie-Ryckewaert.

XXIe siècle
- 2007 : en juillet, le pont qui enjambant la Becque rue des Cygnes, s'effondre à la suite de fortes pluies d'orages. Comme en 1993 et 2005 plusieurs quartiers de la ville sont inondés[73].
  - 21 octobre : consécration du nouvel autel dans l'église Saint-Pierre par monseigneur Gérard Defois.
- 2014 - octobre : Destruction de la motte féodale par un agriculteur belge qui avait besoin de terre[74].

## Politique et administration

### Rattachements administratifs et électoraux

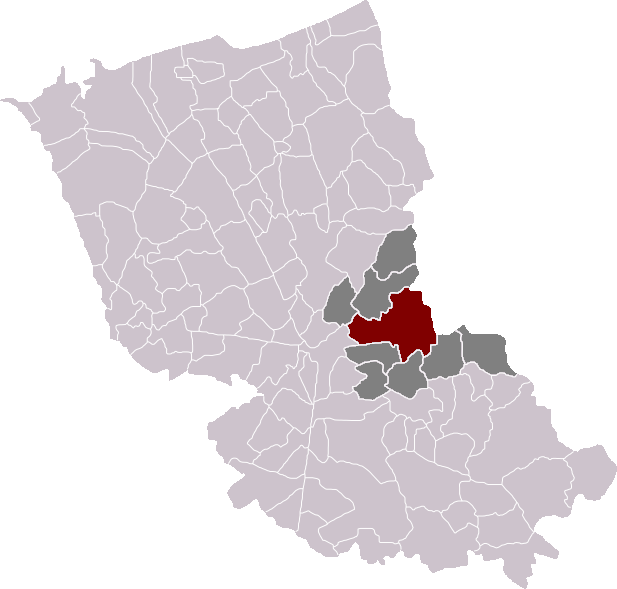
Situation du canton et de la commune dans l'arrondissement.

#### Circonscriptions de rattachement
Steenvoorde appartient à l'arrondissement de Dunkerque et au canton de Wormhout depuis le redécoupage cantonal de 2014. Avant cette date, la commune était le chef-lieu du canton de Steenvoorde.
Pour l'élection des députés, Steenvoorde fait partie de la quinzième circonscription du Nord, représentée depuis juillet 2024 par Jean-Pierre Bataille (LR). Auparavant, elle a successivement appartenu à la 1re circonscription d'Hazebrouck (IIIe République), la 1re circonscription (1945-1958), la 12e circonscription (1958-1986) et la 14e circonscription (1988-2012).

#### Intercommunalité
Depuis le 31 décembre 2013, date de sa création, la commune appartient à la communauté d'agglomération Cœur de Flandre (communauté de communes de Flandre Intérieure jusqu'en 2024) et en est la quatrième ville en termes de population. Cette intercommunalité est issue de la fusion de six anciennes communautés de communes, dont celle du Pays des Géants, qui avait son siège à Steenvoorde.
La commune fait en outre partie de quatre autres structures intercommunales :
- Syndicat d'électrification de la région de Steenvoorde, des communes de l'ex-syndicat de Méteren et Caëstre
- Syndicat d'énergie des communes de Flandre
- Syndicat d'assainissement du Bassin de l'Yser
- Syndicat des eaux de la région des Flandres

| Élections                  | Élections                     | Circonscription électorale                 | Élu de la circonscription       | Élu de la circonscription | Élu de la circonscription | Élu de la circonscription |
| Niveau                     | Type                          | Circonscription électorale                 | Titre                           | Nom                       | Début de mandat           | Fin de mandat             |
| -------------------------- | ----------------------------- | ------------------------------------------ | ------------------------------- | ------------------------- | ------------------------- | ------------------------- |
| Commune / Intercommunalité | Municipales et communautaires | Steenvoorde                                | Maire                           |                           | 2024                      | 2026                      |
| Commune / Intercommunalité | Municipales et communautaires | Communauté d'agglomération Cœur de Flandre | Président de l'intercommunalité | Valentin Belleval         | 2020                      | 2026                      |
| Département                | Départementales               | Canton de Wormhout                         | Conseiller départemental        | Patrick Valois            | 2021                      | 2028                      |
| Département                | Départementales               | Canton de Wormhout                         | Conseillère départementale      | Anne Vanpeene             | 2021                      | 2028                      |
| Région                     | Régionales                    | Région Hauts-de-France                     | Président du conseil régional   | Xavier Bertrand           | 2021                      | 2028                      |
| Pays                       | Législatives                  | Quinzième circonscription                  | Député                          | Jean-Pierre Bataille      | 2024                      | 2027                      |

### Administration municipale
Le nombre d'habitants au dernier recensement étant compris entre 3 500 et 4 999, le nombre de membres du conseil municipal est de 27.

### Tendances politiques et résultats

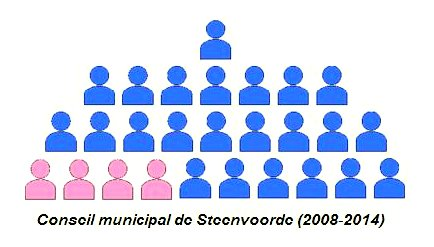

### Services publics
La commune dispose sur son territoire d'une caserne de gendarmerie, d'un centre de secours et d'incendie, d'un bureau de poste, d'une agence du Trésor public et d'une brigade de CRS pour la sécurité autoroutière.

### Finances locales
Comptes 2006
| Chiffres clés                               | En milliers d'Euros | En Euros/habitant |
| ------------------------------------------- | ------------------- | ----------------- |
| Total des produits de fonctionnement        | 3 556               | 861               |
| Total des charges de fonctionnement         | 2 809               | 681               |
| Résultat comptable de fonctionnement        | 747                 | 181               |
| Total des ressources d'investissement       | 1 316               | 319               |
| Total des emplois d'investissement          | 2 434               | 590               |
| Capacité de financement des investissements | 1 118               | 271               |
| Capacité d'autofinancement                  | 832                 | 202               |
| Fonds de roulement                          | 229                 | 55                |
| Endettement (encours au 31/12)              | 2 579               | 625               |
| Annuité de la dette                         | 390                 | 94                |

| Éléments de fiscalité                      | En milliers d'Euros | En Euros/habitant |
| ------------------------------------------ | ------------------- | ----------------- |
| Potentiel fiscal (population = 4 175 hab.) | 3 613               | 865               |
| Produits : foncier bâti                    | 356                 | 86                |
| Produits : foncier non bâti                | 80                  | 19                |
| Produits : taxe d'habitation               | 245                 | 59                |
| Produits : taxe professionnelle            | 1 416               | 343               |

## Population et société

### Démographie

#### Évolution démographique
L'évolution du nombre d'habitants est connue à travers les recensements de la population effectués dans la commune depuis 1793. Pour les communes de moins de 10 000 habitants, une enquête de recensement portant sur toute la population est réalisée tous les cinq ans, les populations de référence des années intermédiaires étant quant à elles estimées par interpolation ou extrapolation. Pour la commune, le premier recensement exhaustif entrant dans le cadre du nouveau dispositif a été réalisé en 2006.

En 2022, la commune comptait 4 308 habitants, en évolution de −0,83 % par rapport à 2016 (Nord : +0,51 %, France hors Mayotte : +2,11 %).
| 1793  | 1800  | 1806  | 1821  | 1831  | 1836  | 1841  | 1846  | 1851  |
| ----- | ----- | ----- | ----- | ----- | ----- | ----- | ----- | ----- |
| 4 030 | 3 474 | 3 620 | 3 629 | 4 022 | 4 023 | 3 863 | 3 982 | 3 966 |

| 1856  | 1861  | 1866  | 1872  | 1876  | 1881  | 1886  | 1891  | 1896  |
| ----- | ----- | ----- | ----- | ----- | ----- | ----- | ----- | ----- |
| 3 930 | 3 993 | 3 988 | 4 002 | 4 018 | 4 219 | 4 368 | 4 410 | 4 476 |

| 1901  | 1906  | 1911  | 1921  | 1926  | 1931  | 1936  | 1946  | 1954  |
| ----- | ----- | ----- | ----- | ----- | ----- | ----- | ----- | ----- |
| 4 270 | 4 229 | 4 121 | 3 924 | 3 742 | 3 632 | 3 681 | 3 629 | 3 578 |

| 1962  | 1968  | 1975  | 1982  | 1990  | 1999  | 2006  | 2011  | 2016  |
| ----- | ----- | ----- | ----- | ----- | ----- | ----- | ----- | ----- |
| 3 663 | 3 761 | 3 879 | 4 021 | 4 010 | 4 024 | 3 964 | 4 071 | 4 344 |

| 2021  | 2022  | - | - | - | - | - | - | - |
| ----- | ----- | - | - | - | - | - | - | - |
| 4 324 | 4 308 | - | - | - | - | - | - | - |

#### Pyramide des âges
La population de la commune est relativement jeune.
En 2018, le taux de personnes d'un âge inférieur à 30 ans s'élève à 34,7 %, soit en dessous de la moyenne départementale (39,5 %). À l'inverse, le taux de personnes d'âge supérieur à 60 ans est de 27,9 % la même année, alors qu'il est de 22,5 % au niveau départemental.
En 2018, la commune comptait 2 180 hommes pour 2 208 femmes, soit un taux de 50,32 % de femmes, légèrement inférieur au taux départemental (51,77 %).
Les pyramides des âges de la commune et du département s'établissent comme suit.
| Hommes | Classe d’âge | Femmes |
| ------ | ------------ | ------ |
| 0,5    | 90 ou +      | 1,6    |
| 6,8    | 75-89 ans    | 12,3   |
| 16,7   | 60-74 ans    | 17,9   |
| 19,1   | 45-59 ans    | 18,0   |
| 20,0   | 30-44 ans    | 17,8   |
| 17,4   | 15-29 ans    | 15,2   |
| 19,5   | 0-14 ans     | 17,2   |

| Hommes | Classe d’âge | Femmes |
| ------ | ------------ | ------ |
| 0,5    | 90 ou +      | 1,4    |
| 5,3    | 75-89 ans    | 8,1    |
| 14,8   | 60-74 ans    | 16,2   |
| 19,1   | 45-59 ans    | 18,4   |
| 19,5   | 30-44 ans    | 18,7   |
| 20,7   | 15-29 ans    | 19,1   |
| 20,2   | 0-14 ans     | 18     |

### Enseignement
- Collège Antoine de Saint-Exupéry

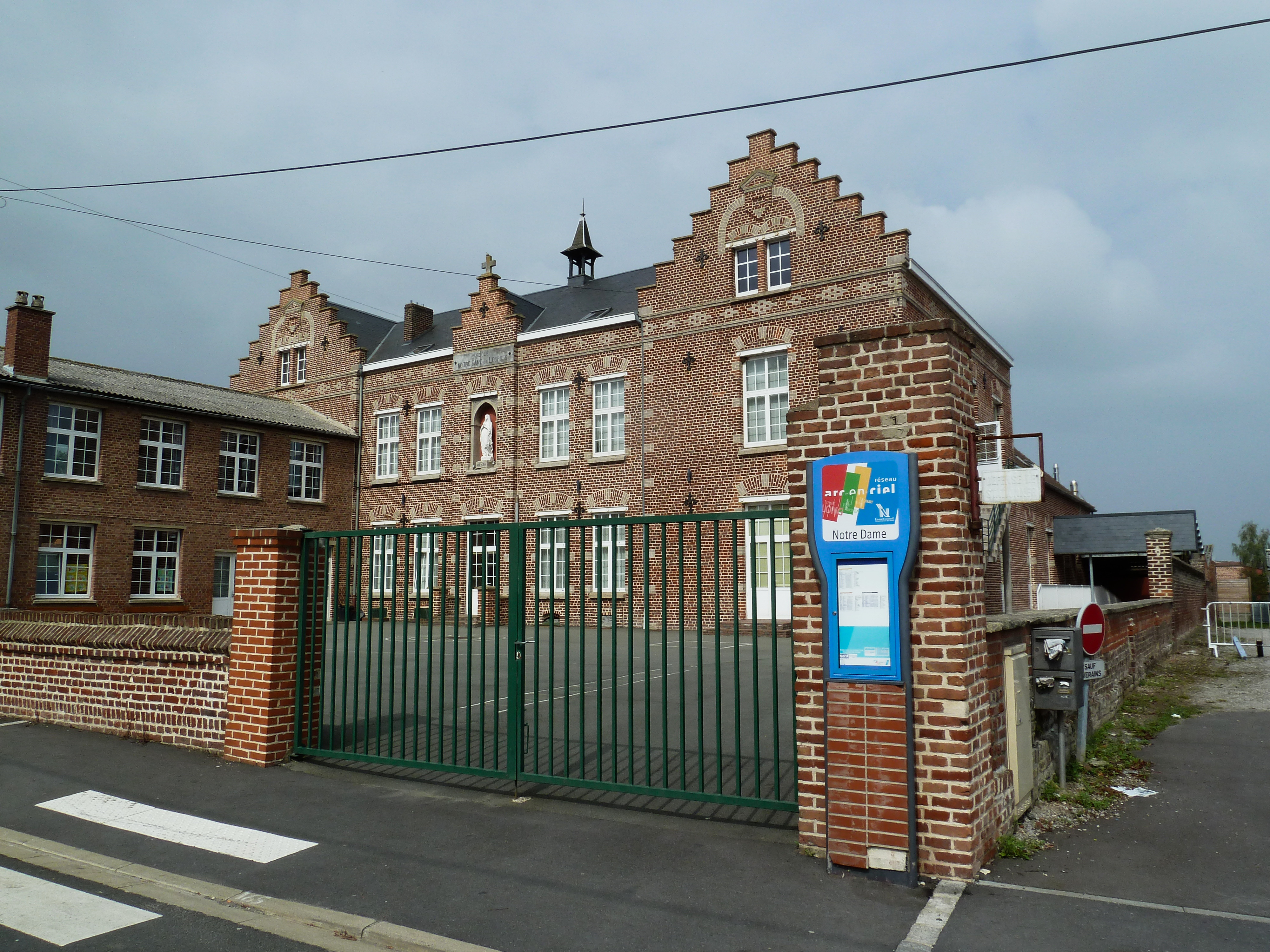
École maternelle, primaire et collège Notre-Dame-de-Lourdes à Steenvoorde Nord.- France.

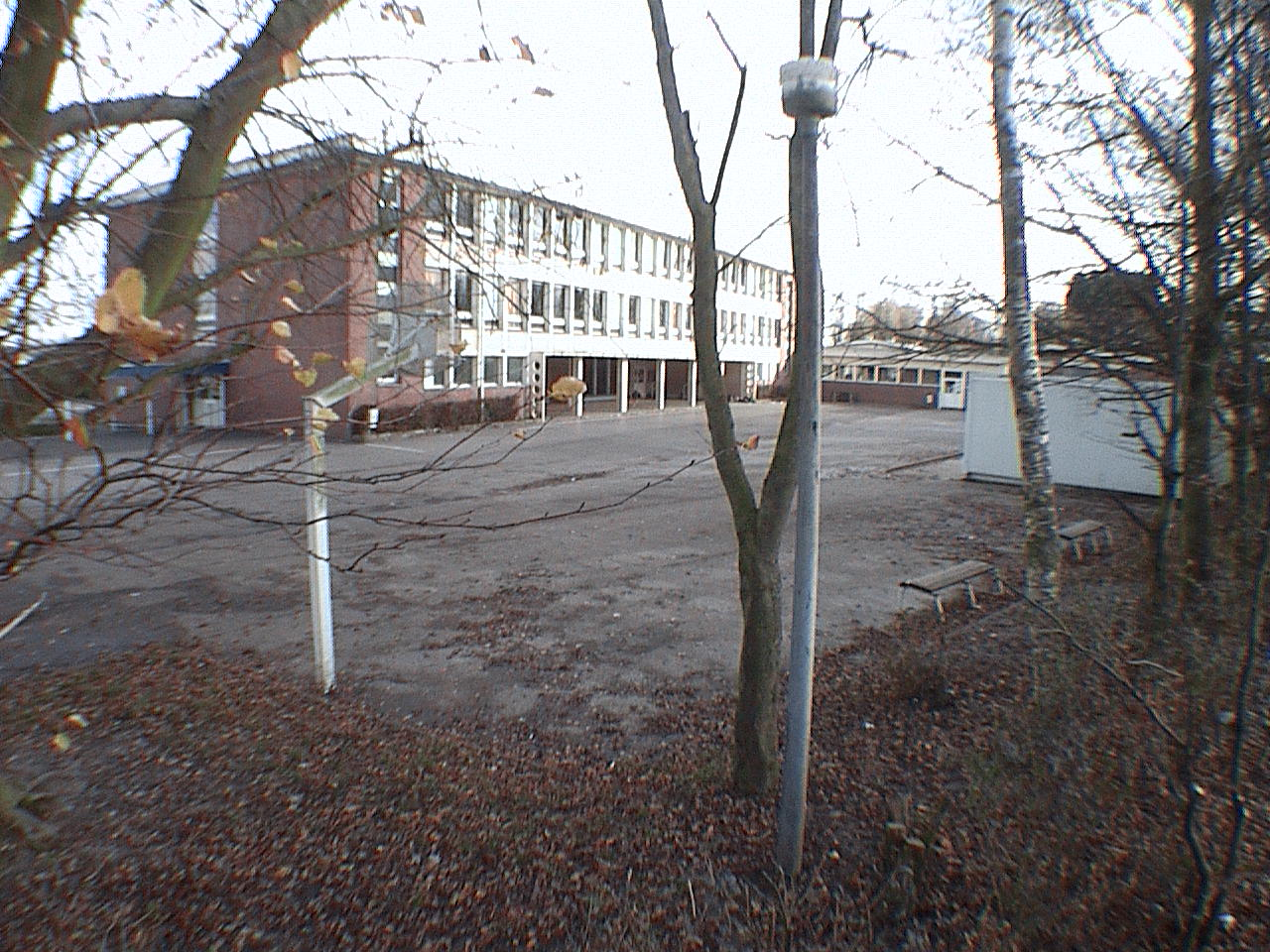
Le collège Antoine-de-Saint-Exupéry.

  - Options disponibles : latin, découverte professionnelle 3 heures (DP3) en 3e
  - Sorties scolaires organisées : Classe de neige en 4e
  - UNSS (clubs de sport organisés par les professeurs) : badminton, basket-ball, gymnastique, tennis de table
- École primaire Jean-de-La Fontaine et maternelle Charles-Perrault
- École maternelle, primaire et collège Notre-Dame-de-Lourdes (enseignement privé catholique créé en 1898)
- École de musique (maison de Flandre place Jean-Marie-Ryckewaert).

### Sports
- Tennis : 2 courts intérieurs Green Set (salle Éric-Muller) et 2 courts extérieurs en Terre battue[100]
- Dojo : salle Marie-Claire-Restoux[101]
- Salles de sport : salle Antoine-de-Saint-Exupéry et salle Cédric-Vasseur
- Football : Deux terrains en herbe (un pour la pratique du football à 11, un pour le football à 7), un terrain en gazon synthétique, inauguré le 13 mai 2009 par Christophe Dugarry
- Terrains multisport : un terrain près de la salle Antoine-de-Saint-Exupéry
- Skatepark
- Hockey sur gazon

### Santé
- Maison de retraite : la résidence des Sept-Fontaines est un établissement d'hébergement pour personnes âgées dépendantes qui dispose de quatre-vingt-dix lits[102].
- Cabinets et officines : m (5) - dentistes (2) - p (2) - infirmières (4) - masseurs kinésithérapeutes (4) - orthophonistes (2)
- Laboratoires d'analyses de biologie médicale (1)
- Service d'aide aux personnes âgées (1)

Les centres hospitaliers les plus proches se trouvent à Hazebrouck et Bailleul.

## Économie
Édifiée au bord de la voie romaine qui part de Thérouanne vers la Belgique, Steenvoorde a de tous temps été le lieu d'implantation d'un marché actif. Dès 1320, les écrits font état de ce marché dont l'existence est même probablement antérieure à cette date. Il se tenait le samedi et les produits qui y étaient vendus prenaient la direction d'Ypres, de Lille et de Douai. Un certain samedi du XVIIe siècle on vendit jusqu'à 250 bœufs et 1 000 moutons.
Aujourd'hui encore, même si les marchés n'ont plus l'ampleur qu'ils atteignaient il y a quelques siècles, la vocation du village est essentiellement agricole (houblon, lin, vergers, céréales, pommes de terre, betterave) et, pour une large part, agro-alimentaire. Une cinquantaine d'exploitations agricoles se maintiennent encore autour de la commune. Entre 1988 et 2000, 38 exploitations agricoles ont disparu, leur nombre passant de 106 (dont 80 exploitations professionnelles) à 68 (dont 53 exploitations professionnelles).

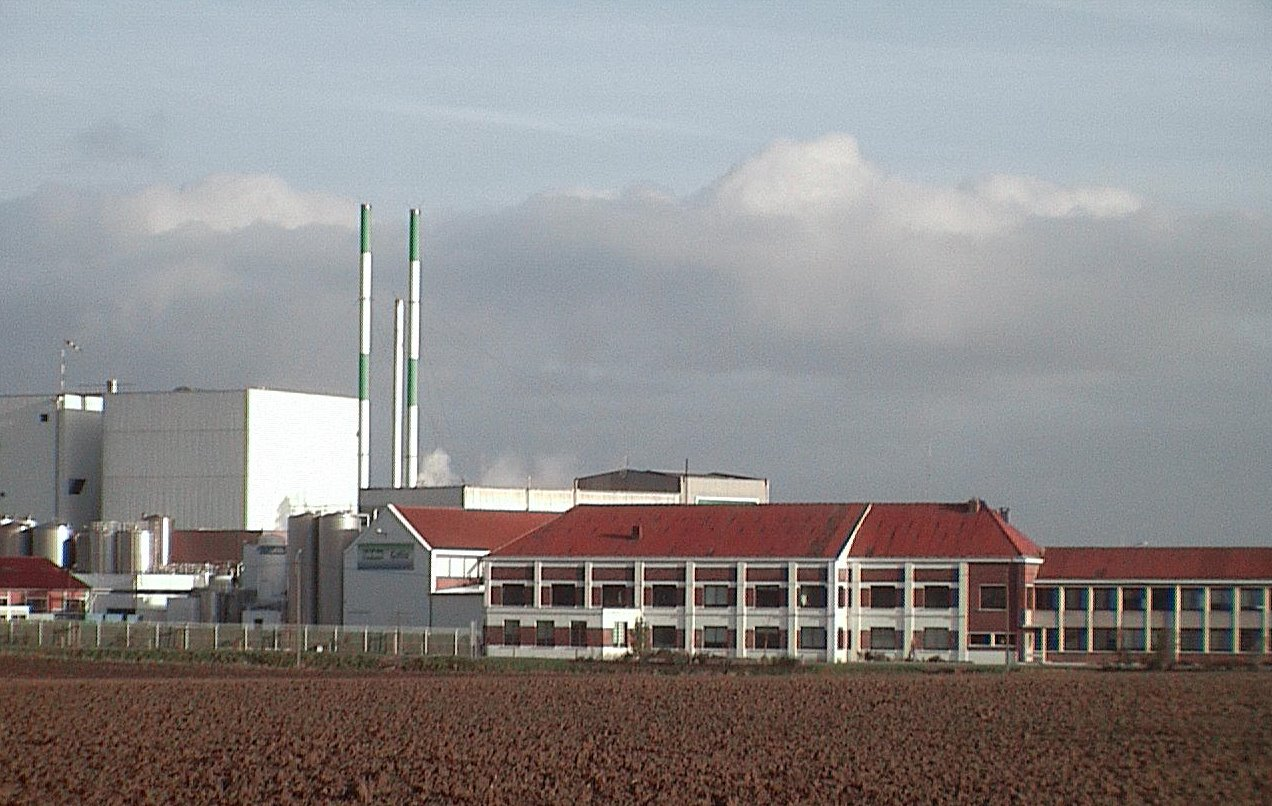
L'usine Blédina (ex-Laiterie Steenvoorde (Stenval)).

### Entreprises
- Plus de cent trente entreprises sont implantées sur le territoire communal, en voici les principales: 
  - Blédina (groupe agroalimentaire Danone)
  - Frigo A25 (groupe ConHexa)
  - Textiles des Dunes (filature en viscose et fibranne)
  - Nord'Imprim
  - Société Bio Rad : La société est basée à Hercules dans l'État de Californie. Bio Rad développe et commercialise des tests et des systèmes de diagnostics destinés aux laboratoires d'analyses médicales, aux centres de transfusion sanguine et aux laboratoires de contrôle industriel. no 1 des systèmes de gestion du contrôle qualité pour les laboratoires de biologie médicale, le groupe est leader dans le dépistage du sida, des hépatites et des maladies auto-immunes. Au 9e rang mondial dans le diagnostic « in vitro », fort de 4 000 collaborateurs présents dans 150 pays.
- Les grands secteurs d'emplois dans la commune (Fiches cartographiques insee pays des géants)

La ville de Steenvoorde compte une population active totale de 1 752 individus sur les 26 456 813 que compte la moyenne nationale. Le taux d'activité entre 20 et 59 ans est de 82 % ce qui est légèrement inférieur à la moyenne nationale qui est quant à elle de 82,2 %. Le nombre de chômeurs steenvoordois est de 189 sur les 3 401 611 de chômeurs que compte le pays. Le taux de chômage  est passé de 10,08 % (1999) à 9,08 % (2006). Steenvoorde compte 43,5 % d'actifs au sein de sa population ainsi que 20,5 % de retraités, 23,6 % de jeunes scolarisés et 12,3 % d'autres personnes sans activité.
Répartition des emplois par domaine d'activité
|                             | Agriculteurs | Artisans, commerçants, chefs d'entreprise | Cadres, professions intellectuelles | Professions intermédiaires | Employés | Ouvriers |
| --------------------------- | ------------ | ----------------------------------------- | ----------------------------------- | -------------------------- | -------- | -------- |
| Steenvoorde                 | 3,1 %        | 4,7 %                                     | 6,7 %                               | 21 %                       | 22,6 %   | 42 %     |
| Moyenne Nationale           | 2,4 %        | 6,4 %                                     | 12,1 %                              | 22,1 %                     | 29,9 %   | 27,1 %   |
| Sources des données : INSEE |              |                                           |                                     |                            |          |          |

### Zone Pierre Mijic
La société Transloko créée par Pierre Mijic en 1980. En 1983, elle est l'une des premières entreprises à s'installer dans la zone d'activités économique Pierre-Mijic, qui fut inauguré le 18 décembre 1991 par Jacques Legendre.

## Culture locale et patrimoine

### Lieux et monuments

#### Monuments religieux

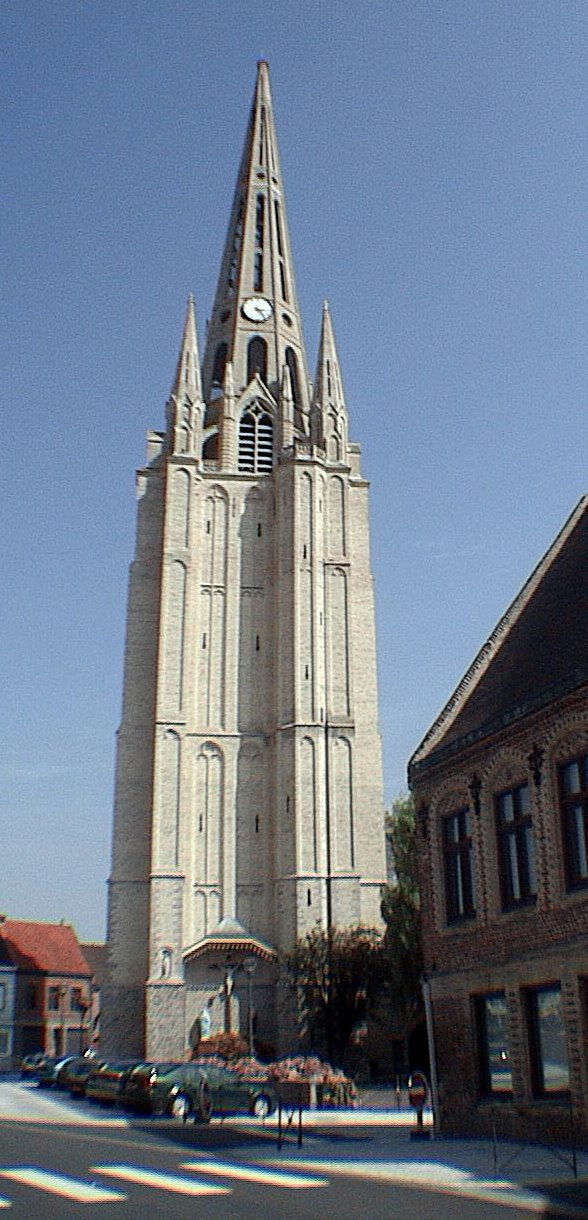
Tour de l'église Saint-Pierre.

- L'église Saint-Pierre, haute de 92 m, l'église mesure 40 m sur 32, elle est divisée en trois nefs qui sont coupées dans toute leur largeur par un transept aboutissant de part et d'autre à une chapelle latérale. L'autel majeur est dédié à saint Pierre, patron de la paroisse. Il est éclairé par trois vitraux représentant des épisodes de la vie de saint Pierre.
- La cuvette en marbre noir des fonts baptismaux date de 1658, on peut y lire l'inscription suivante : DIT SPAS VA IS GEGEVE DOOR IOSYNE TOP VIA IAN VAN DAELE OVERLEEDEN 9 BRE 1658 BIDT VOOR DE SIELE L BACQ FECIT INSUL[106].

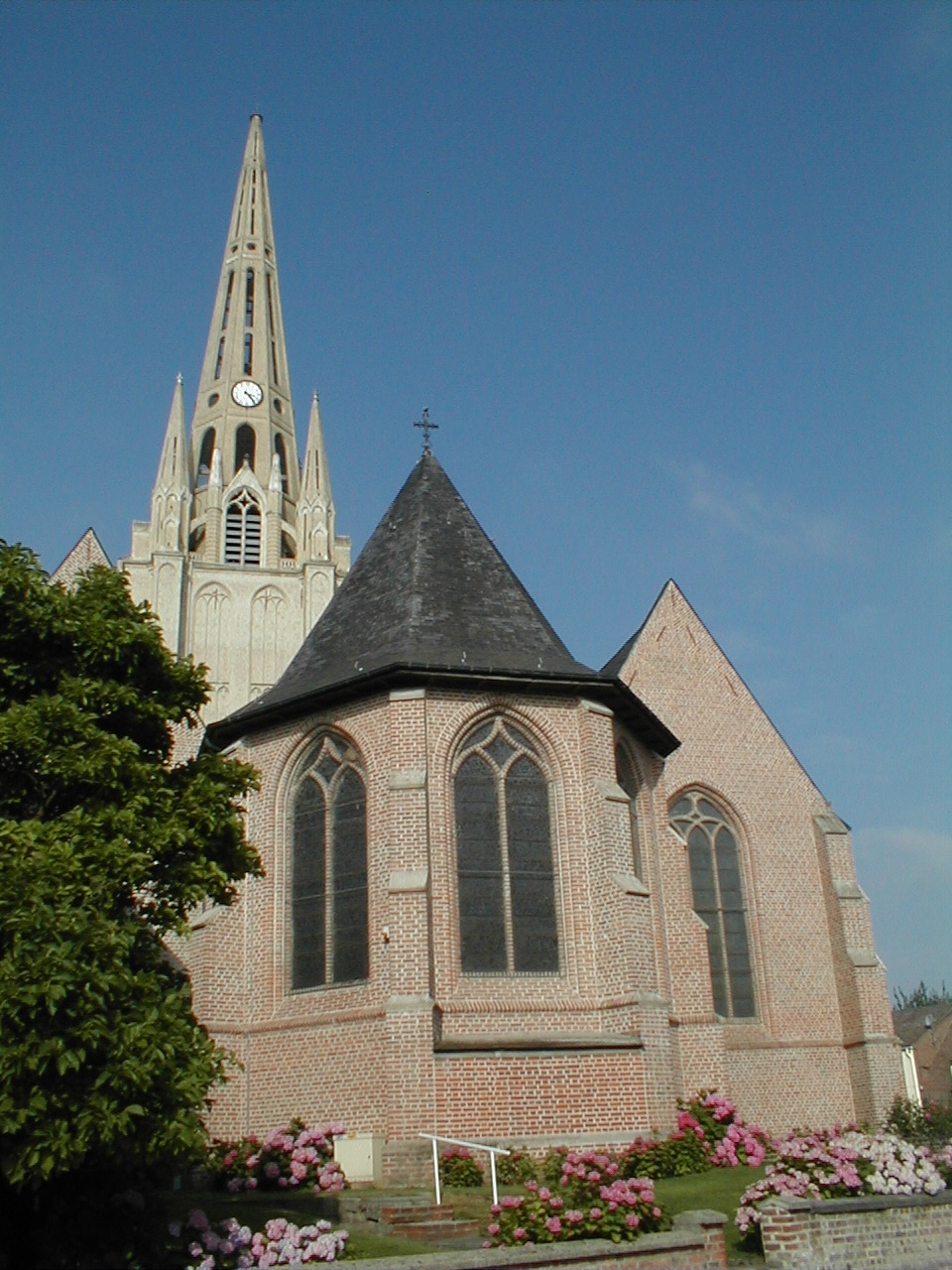
L'église Saint-Pierre.
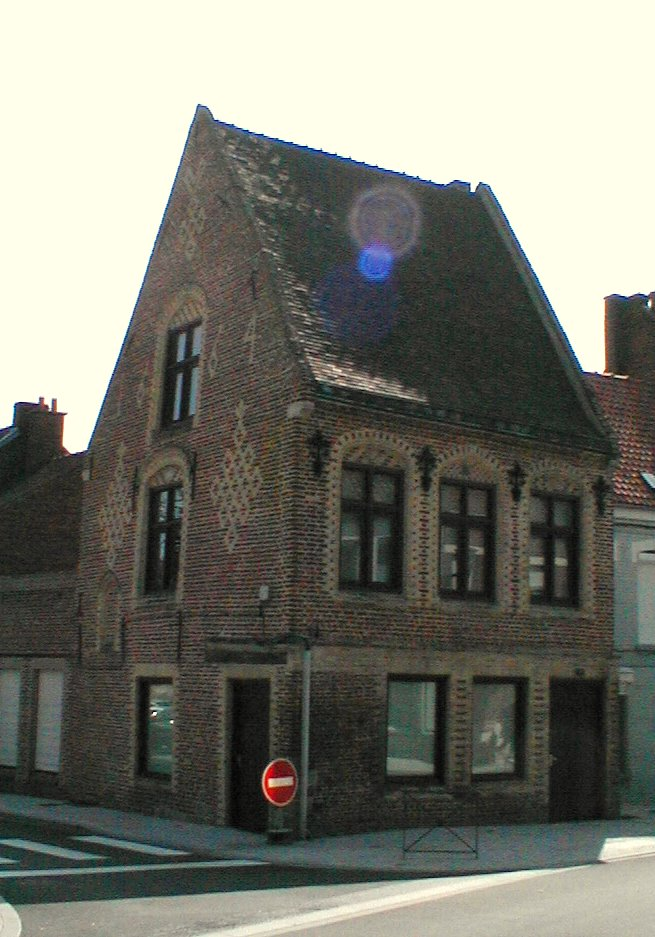
Ancien presbytère.
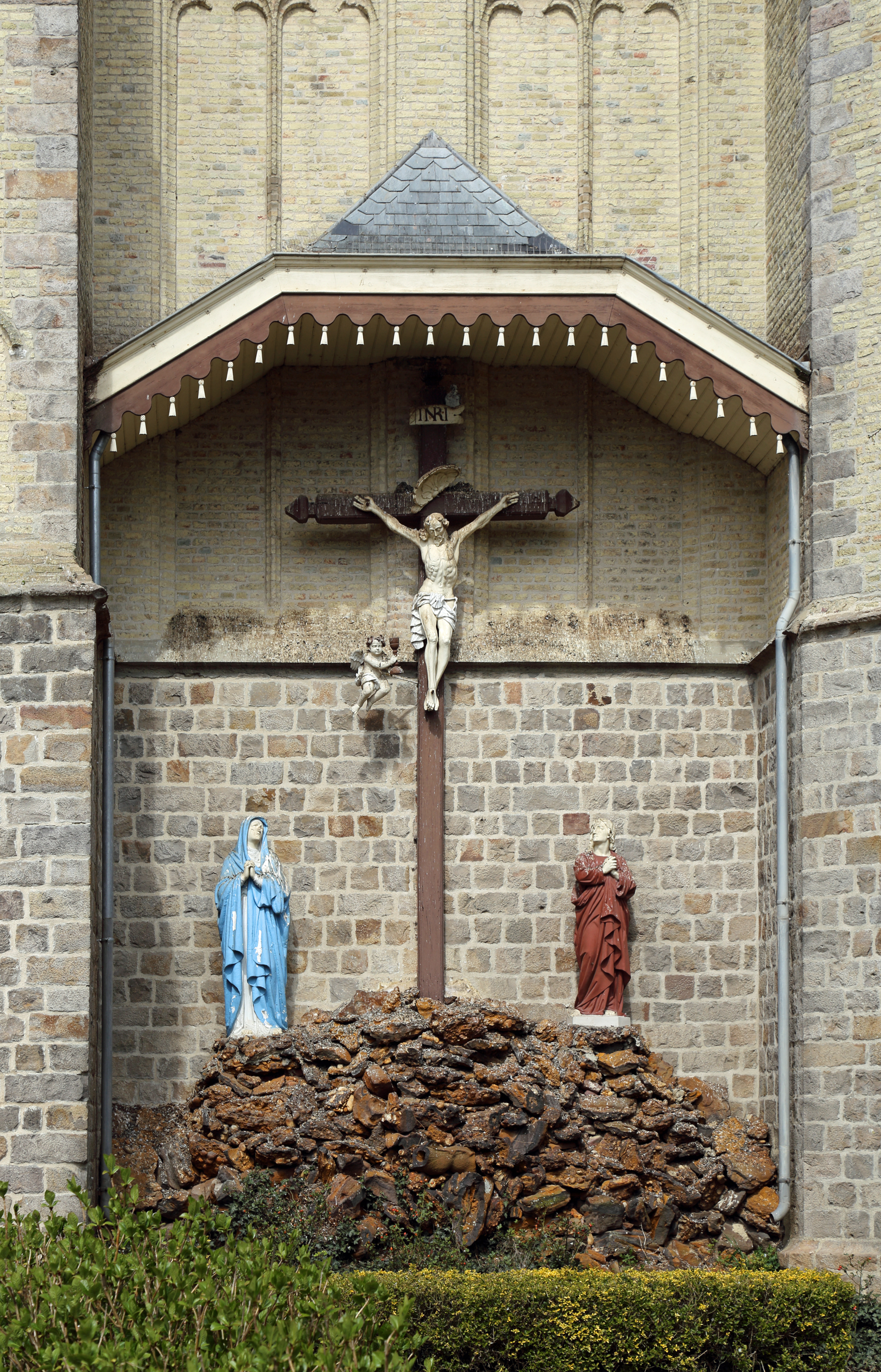
Le calvaire.

- L'ancien presbytère (1664) du XVIIe siècle, puis estaminet au XIXe siècle et bonneterie au XXe siècle. Il fait l'objet d'un classement au titre des monuments historiques depuis 1943.

##### Les chapelles
Les chapelles : il existe plus de vingt-cinq chapelles sur le territoire communal ; en voici quelques-unes :
 Notre-Dame-de-la -, Sainte-Rita, Notre-Dame-de -'Espérance

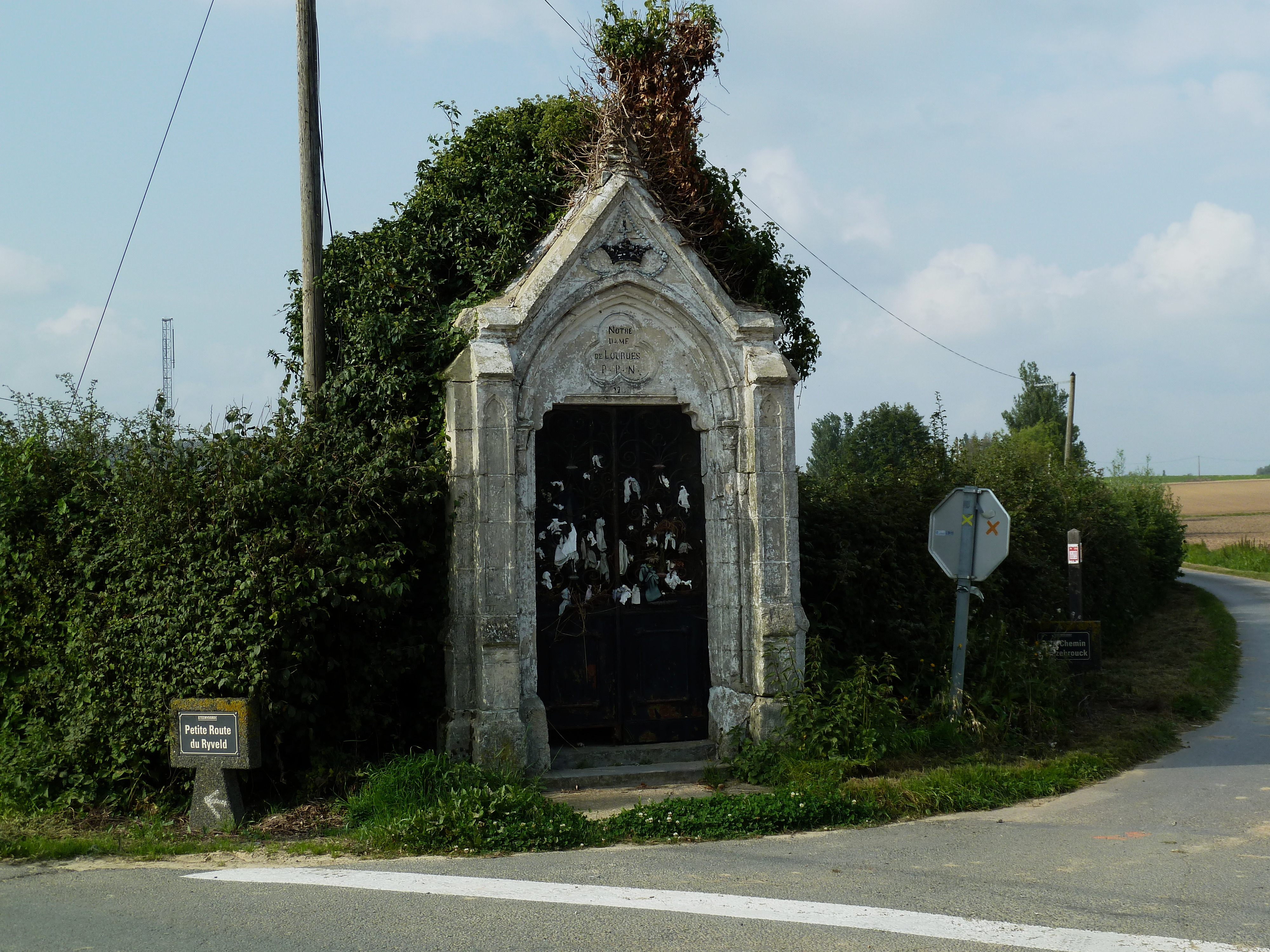
La chapelle Notre-Dame-de-Lourdes.
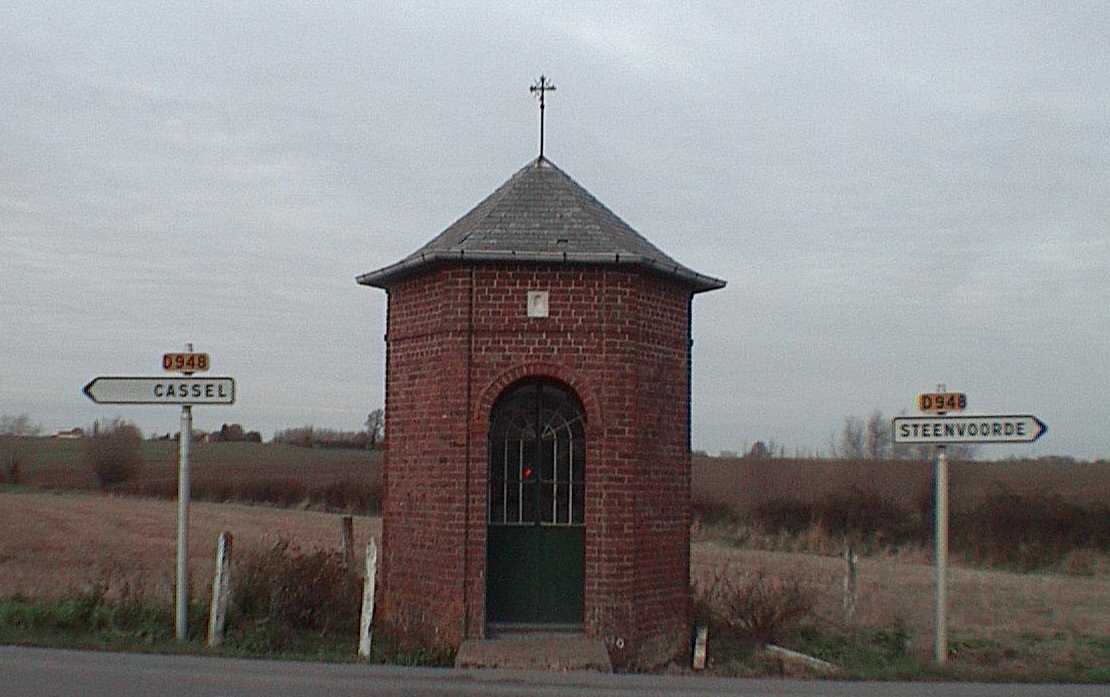
Chapelle sur la RN 348
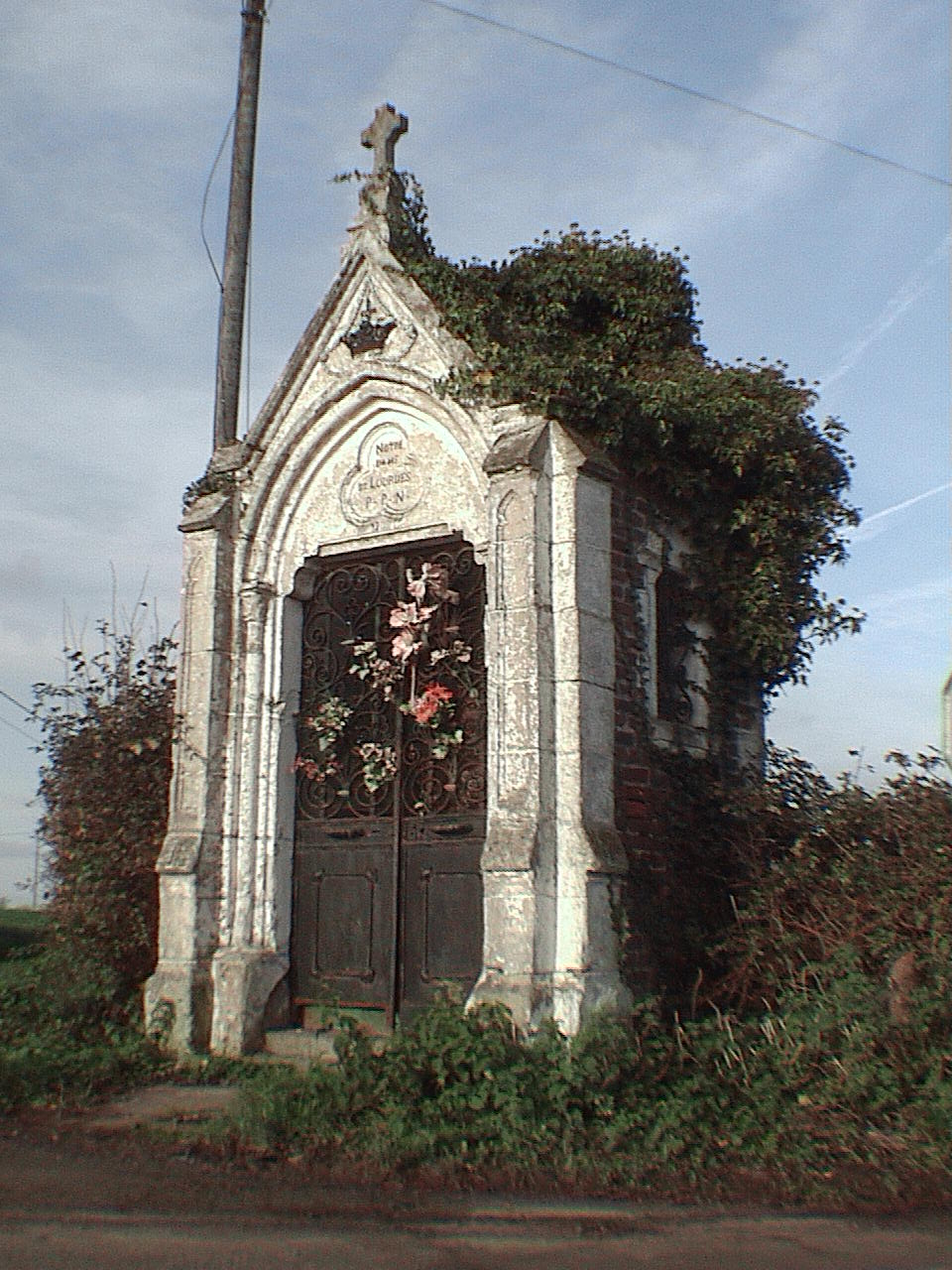
Chapelle rue du Ryveld

#### Les moulins
- Le Noordmeulen, « moulin du nord », (1576), en bois sur pivot, fait l'objet d'une inscription au titre des monuments historiques depuis 1977[107].

L'année de construction du Noordmeulen reste incertaine. Lors de la dernière restauration, la date de 1576 est trouvée sur une poutre. La commune en devient propriétaire en 1975. La restauration est entreprise en janvier 1978 pour s'achever en 1983.
- Le Drievenmeulen, « moulin à vent », en bois sur pivot (1776), fait l'objet d'une inscription au titre des monuments historiques depuis 1977[109].

Moulin arrivé à Steenvoorde en (1901) en provenance de Somain. En novembre 1940 à la suite d'une tempête les ailes et la tête du moulin sont endommagés. La tête est alors remplacée par celle du moulin de Ledringhem brûlé en mai 1940 lors de combats entre des troupes britanniques et allemandes durant la Seconde Guerre mondiale.

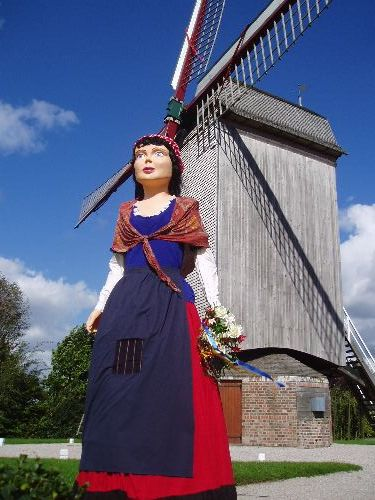
Drievenmeulen.
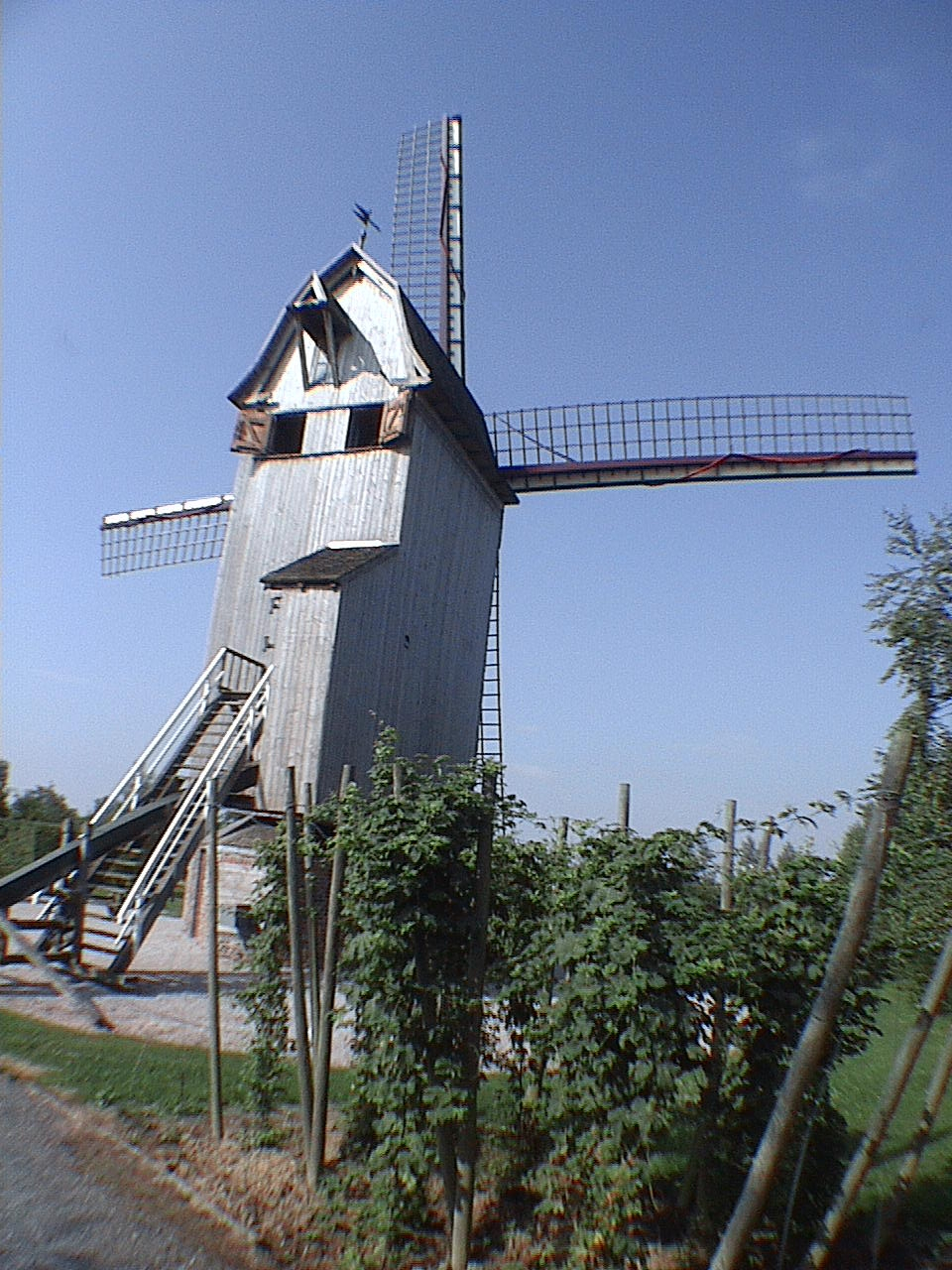
Drievenmeulen.
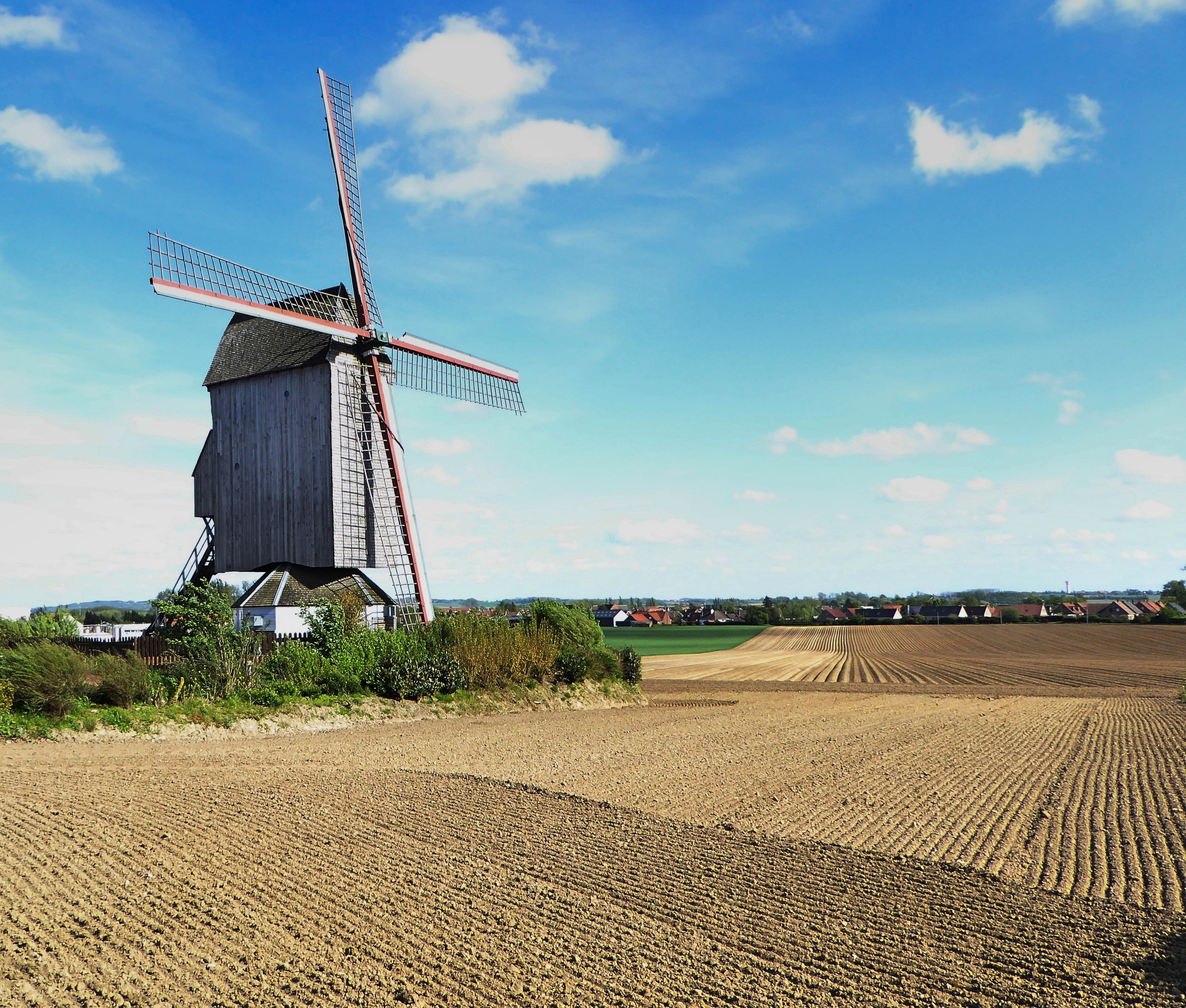
Noordmeulen.
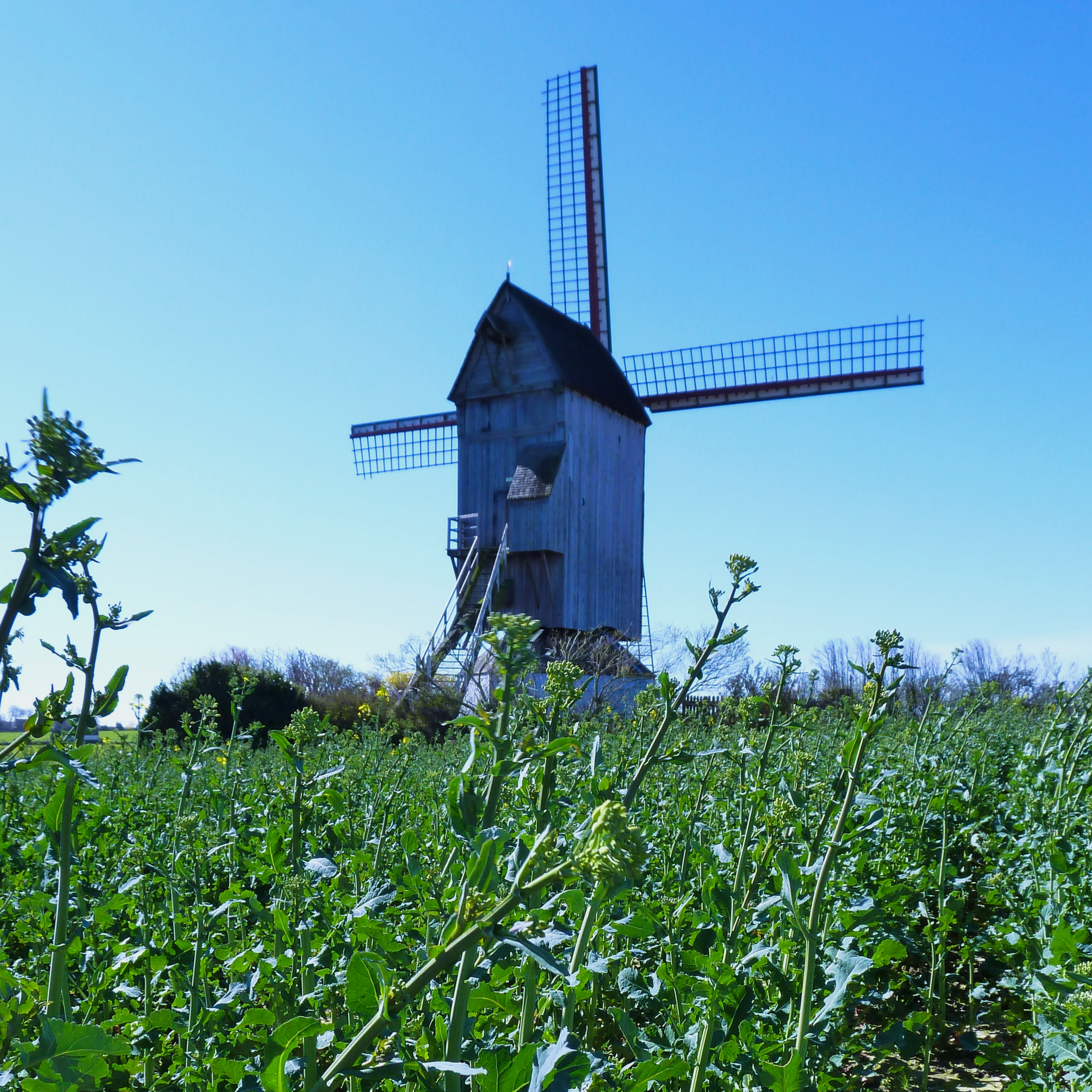
Noordmeulen.

#### Monument

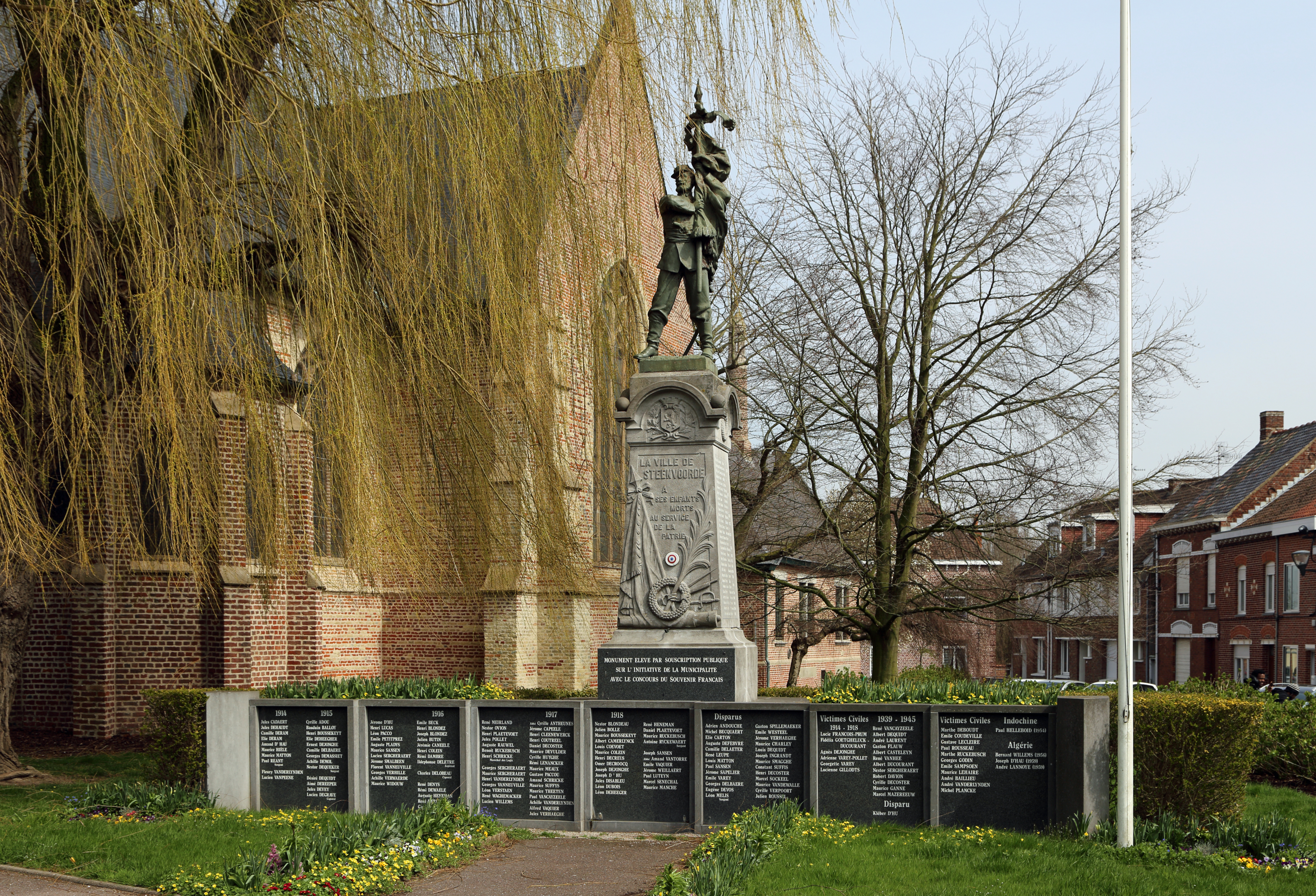
Le monument aux morts, square du Souvenir français.

Créé en 1913, le monument aux morts représente un moblot (surnom donné aux gardes mobiles) de la guerre de 1870, ce qui est une particularité dans la région. Rénové en 1999, la stèle est gravée de deux-cent-vingt-deux noms de victimes de guerres.

#### Stolpersteine
Afin de rendre hommage aux victimes du nazisme, les Stolpersteine ou pavés de mémoire sont installés dans le trottoir devant leur dernier domicile. À l'initiative de l'association Stolpersteine Nord-Pas-de-Calais deux pavés ont été posés pour rendre hommage aux travailleurs forcés Emile Sampsoën et Georges Godin. 

#### Vestiges

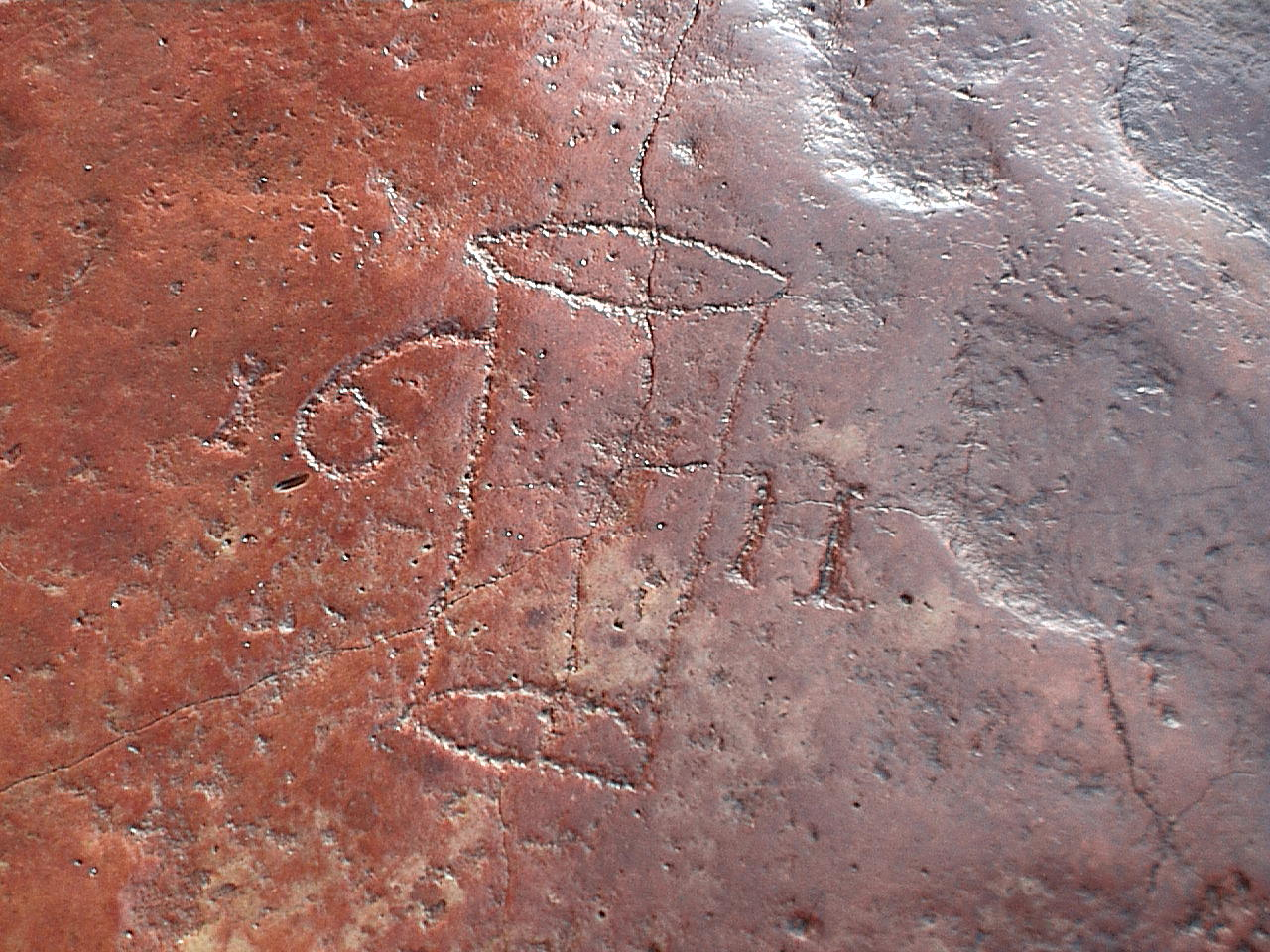
La dalle des pestiférés marque l'emplacement d'un ancien cimetière (ruelle de la Brasserie).

- Motte féodale de Hofhelot (inscrit monument historique en 1979)[112]
- Château d'Oudenhove (où fut arrêté à la révolution française le marquis Louis-Auguste de la Viefville) dont il reste la métairie
- Motte féodale dans le  bois de Beauvoorde, le long de la départementale 948 (Steenvoorde-Poperinge)
- Entrée de l'ancien château sur la Grand'Place

### Espace culturel
- Médiathèque
- Cyber centre

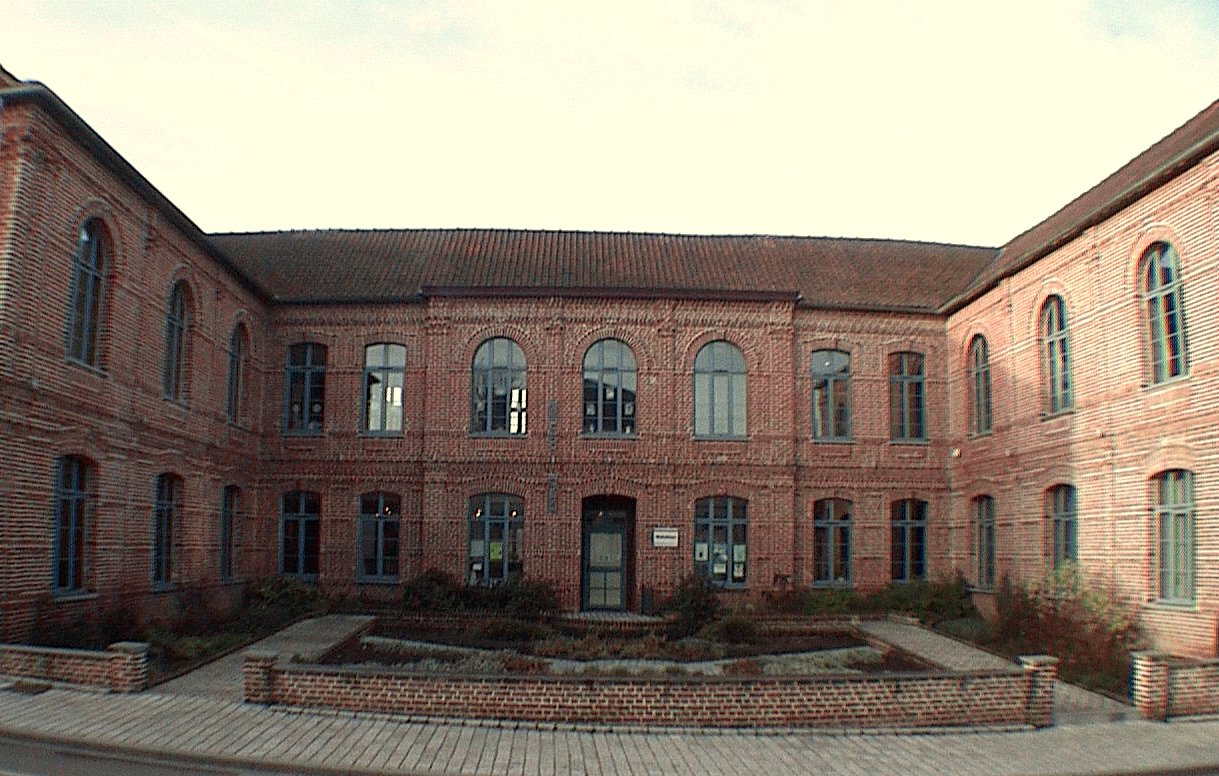
L'espace culturel Jean-Paul-Bataille rue Carnot, ancienne école municipale construite en 1895, entièrement restaurée et inaugurée en 2005 par Jean-Paul Delevoye.

- Centre de documentation de l'Akademie voor Nuuze Vlaemsche Taele/Institut de la Langue Régionale Flamande

### Jeux traditionnels
- Boule flamande, pratiquée sur des pistes cintrées en terre battue, la commune dispose de plusieurs bourloires intérieurs et extérieurs.
- Tir à l'arc à la perche verticale ; ce tir est aussi appelé tir au papegai. Le jeu consiste à viser différentes cibles appelées oiseaux placées sur un mât de 30 mètres de haut. Les premières cibles se trouvent à 28 mètres du sol.

Papegai, qui signifie oiseau, est une déformation flamande de perroquet.

### Fêtes communales
- Foire agricole (appeler aussi Mei-Feest depuis 1988), fête organisée par le Comice agricole depuis 1891 a lieu le 3e week-end du mois de mai.
- Ducasse le dimanche qui suit le 14 juillet.
- Fête du houblon 1er week-end d'octobre

### Vie associative
Une centaine d'associations, clubs ou sociétés participent à la vie de la cité, notamment la Société des archers de Saint-Sébastien, société Philharmonique, association Colombophilie le messager de la frontière, ainsi que plusieurs clubs de sports (tennis, moto, judo, etc.).

### Folklore et carnaval
Les géants steenvoordois sont au nombre de six et peuvent être admirés tous les ans au carnaval d'été le dernier week-end d'avril et dans de nombreuses autres festivités régionales.
- La Belle Hélène[113] trouve son nom dans une chanson de geste du XIVe siècle, qui raconte les péripéties amoureuses de la belle. Cette géante a vu le jour à la mi-carême en 1853. Après les Gayants de Douai, les Reuzes de Dunkerque et Cassel, Gargantua de Bailleul la Belle Hélène est l'une des plus anciennes géantes de carnaval en Flandre. Elle sort avec plus ou moins de régularité jusqu'en 1910. Recréée en 1980, elle nous rappelle alors le souvenir d'une jeune et séduisante Flamande marchande de fleurs sur les marchés du canton. En 2005 la Belle Hélène est entièrement reconstruite en osier. Propriété de l'association des porteurs « les amis de Gambrinus » la géante remporte à plusieurs reprises le premier prix de danse au festival des géants portés de Lille.

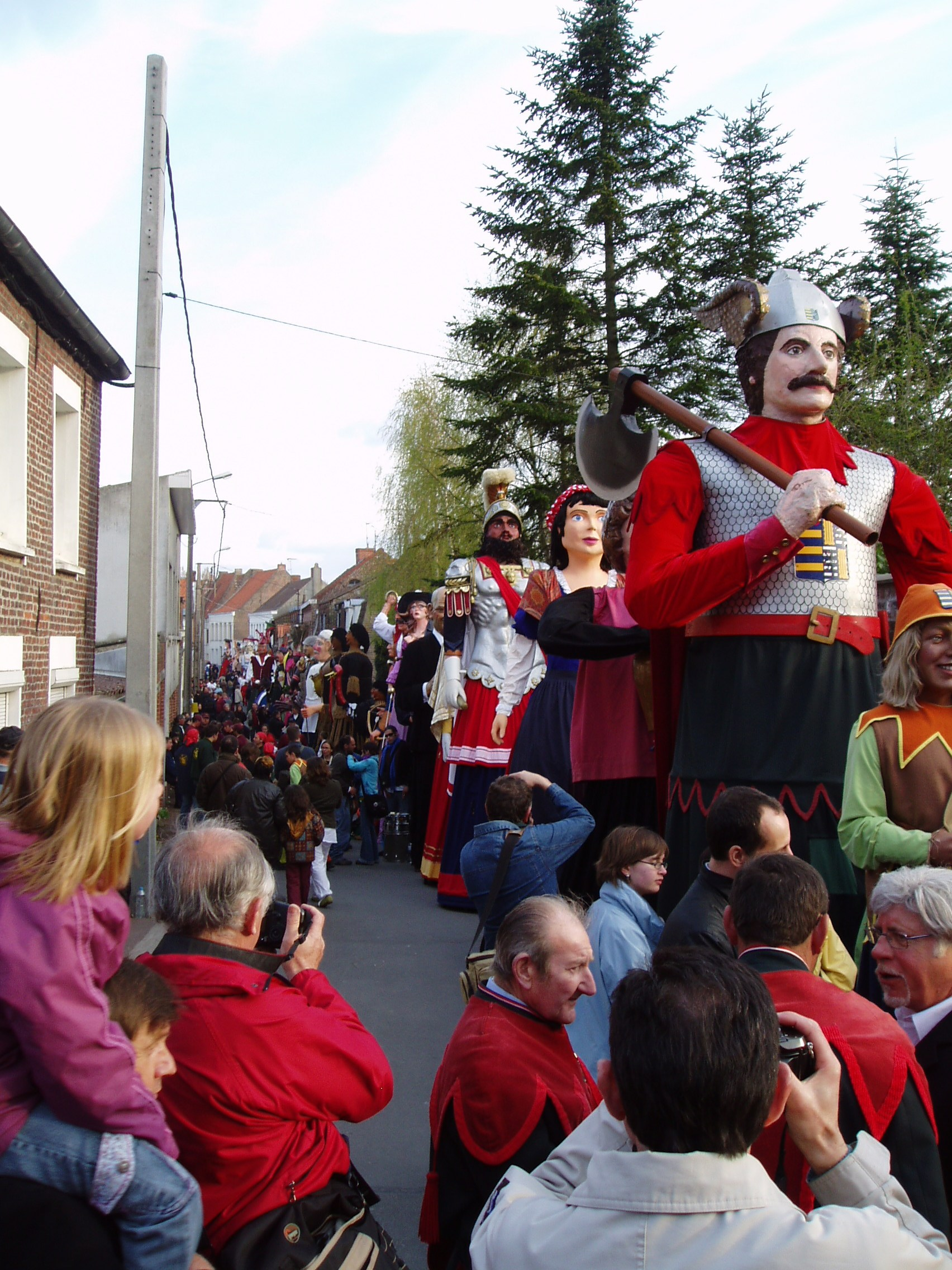
Ronde de géants portés 2006.

- Jean le Bûcheron[114], né en 1914. Détruit durant la dernière guerre mondiale en mai 1940, il est reconstruit en 1948 par Maurice Deschodt-Pattein, un peintre Hazebrouckois, qui donna vie à une trentaine de géants de la région dont Tisje Tasje d'Hazebrouck, la Belle Roze d'Ardres et Aliboron d'Estaires.
- Rosalie, (1993) géante du Ryveld, porteuse de lait
- Jacobus, (2004) fils de Jean le Bûcheron
- Jean-Charles, (2002) géant représentant un écolier
- Edgar le Motard (2007) géant construit en Catalogne il représente un motard

Le carnaval de Steenvoorde ainsi que ses géants ont été inscrits à l'inventaire du patrimoine culturel immatériel en France en 2013.

### Festival
- La ronde européenne de géants portés, créée en 1989[116], est organisée par les amis de Fromulus[117]
- Street art festival, créé par une association locale en 1999 sous le nom de fête du roller skate, a lieu le 3e week-end de juillet et se termine par un concert.

### Personnalités liées à la commune
- César Pattein (°1850-†1931), artiste peintre figuratif qui fut élève de Jules Breton de l'école de Barbizon.
- Gustave Pattein (°1849-†1924). Sculpteur, frère du peintre César Pattein.
- Jean-Noël Ternynck, poète flamand né à Steenvoorde le 4 janvier 1946
- Alain Vasseur, cycliste, vainqueur en 1969 des Quatre Jours de Dunkerque et d'une étape au Tour de France 1970.
- Cédric Vasseur, cycliste, vainqueur d'étape au Tour de France 1997 et 2007.
- Iris Mittenaere, Miss France 2016 et Miss Univers 2016

### Cadre de vie
La commune a été récompensée par une fleur au palmarès 2008 du concours des villes et villages fleuris

### Chemins de randonnée
- La commune est traversée par le sentier de grande randonnée GR 128.
- Les balades à partir de la commune :
  - La ronde des moulins (9,5 km - 3 h 10)[119] ;
  - Vers le Ryveld (14 km - 4 h 40)[120].
- Situation du hameau le Ryveld : vue satellite

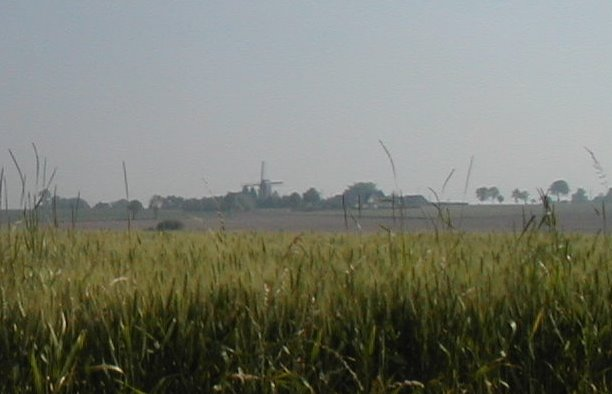
Campagne steenvoordoise.
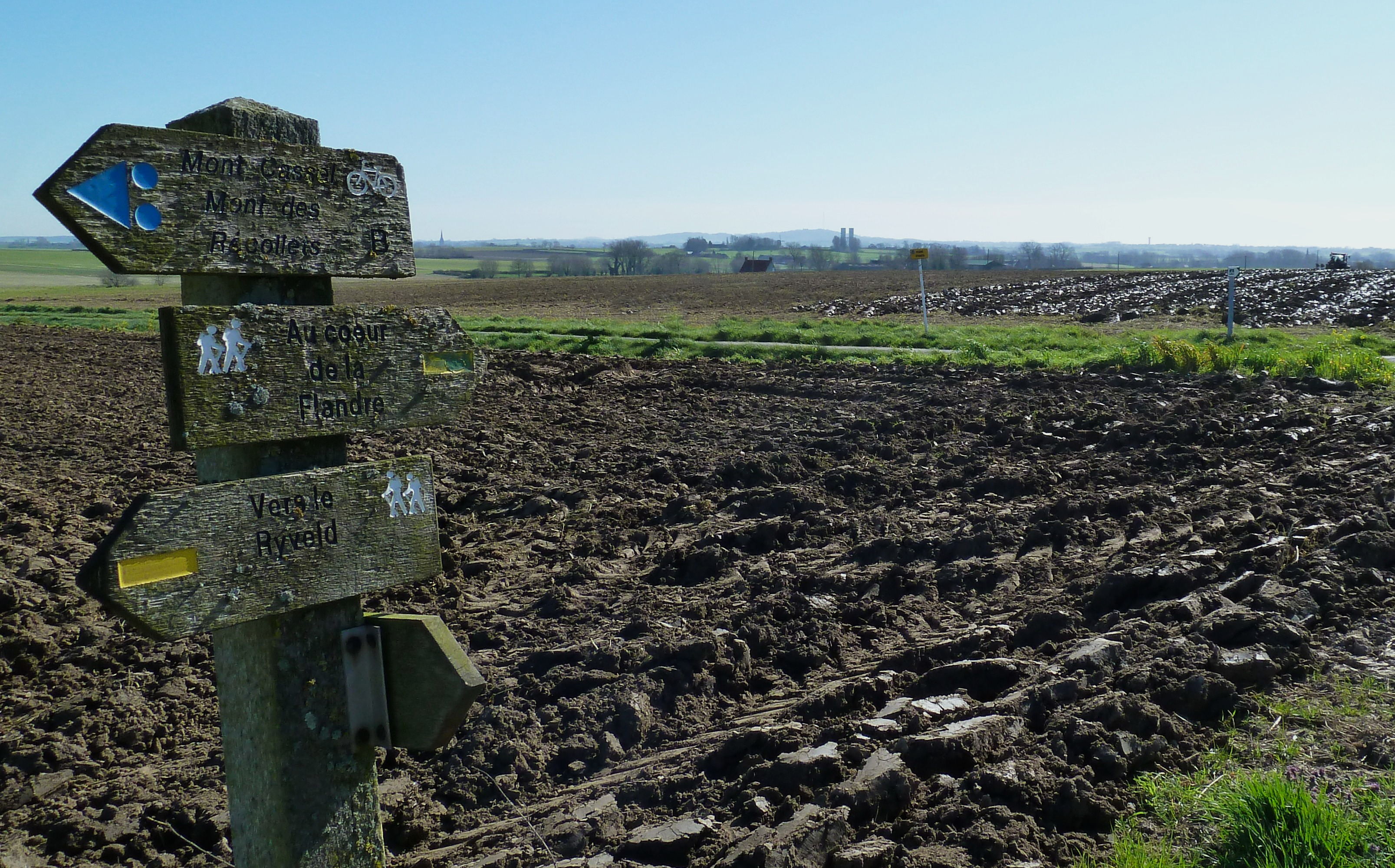
Chemins de randonnée à Steenvoorde.
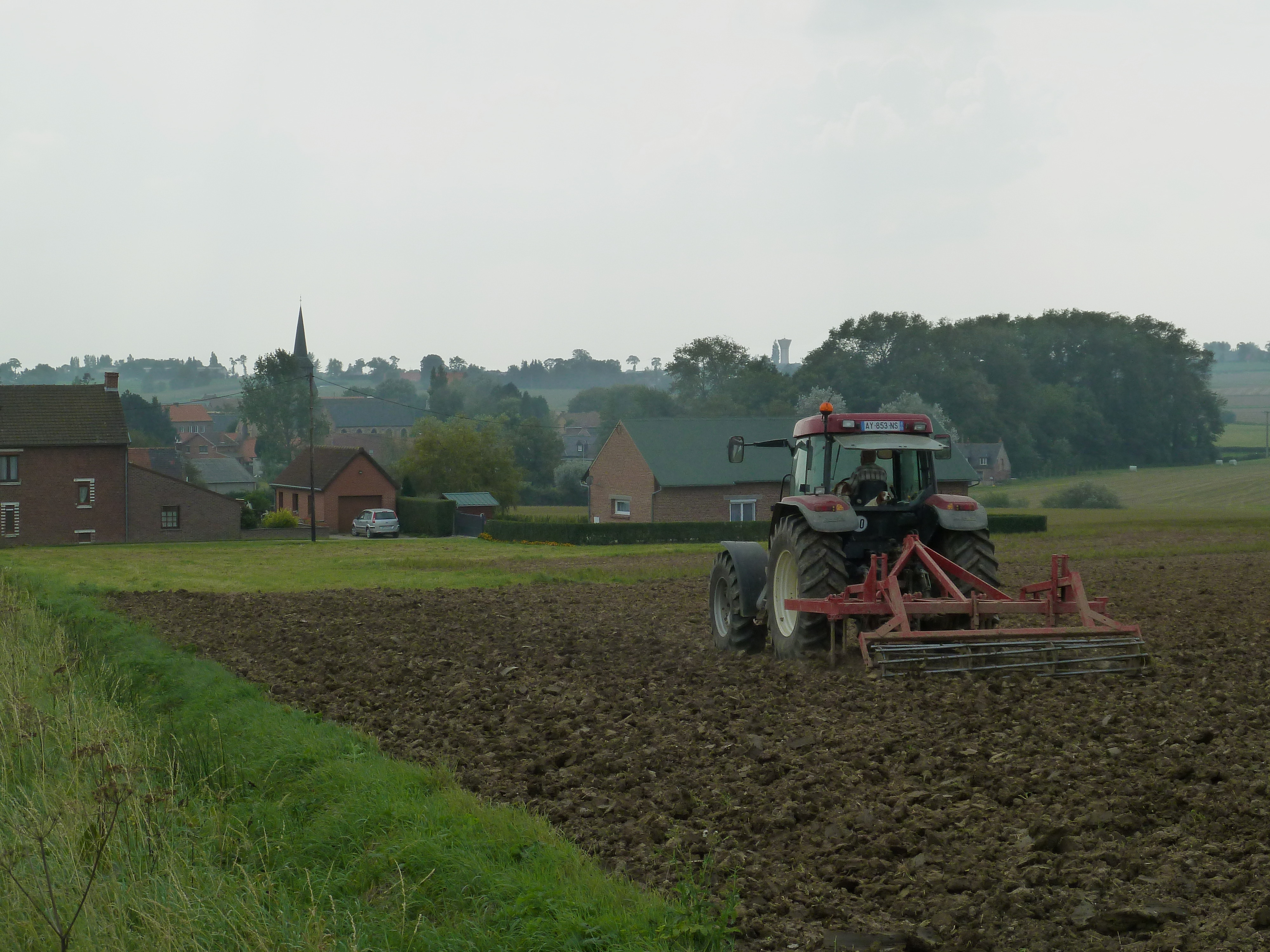
Steenvoorde vue des chemins de randonnée.

### Héraldique
|  | Les armes de Steenvoorde se blasonnent ainsi : « Parti, au 1 fascé d'or et d'azur, de huit pièces et trois annelets de gueules brochant sur les 2 premières fasces en chef; au second, écartelé, en 1 et 4 d'or à 4 pals de gueules à la bordure engrelée d'azur, aux 2 et 3 burelé d'argent et d'azur de dix pièces au lion de gueules, lampassé et couronné à la queue fourché en sautoir. » L'ancien blason de Steenvoorde et de la Maison de la Viefville, est « Fascé d'or et d'azur de huit pièces, et de trois annelets de gueules brochant sur les deux premières fasces en chef ». ces armoiries sont également celles de Wulverdinghe et Westrehem |

## Pour approfondir